# Фантастика

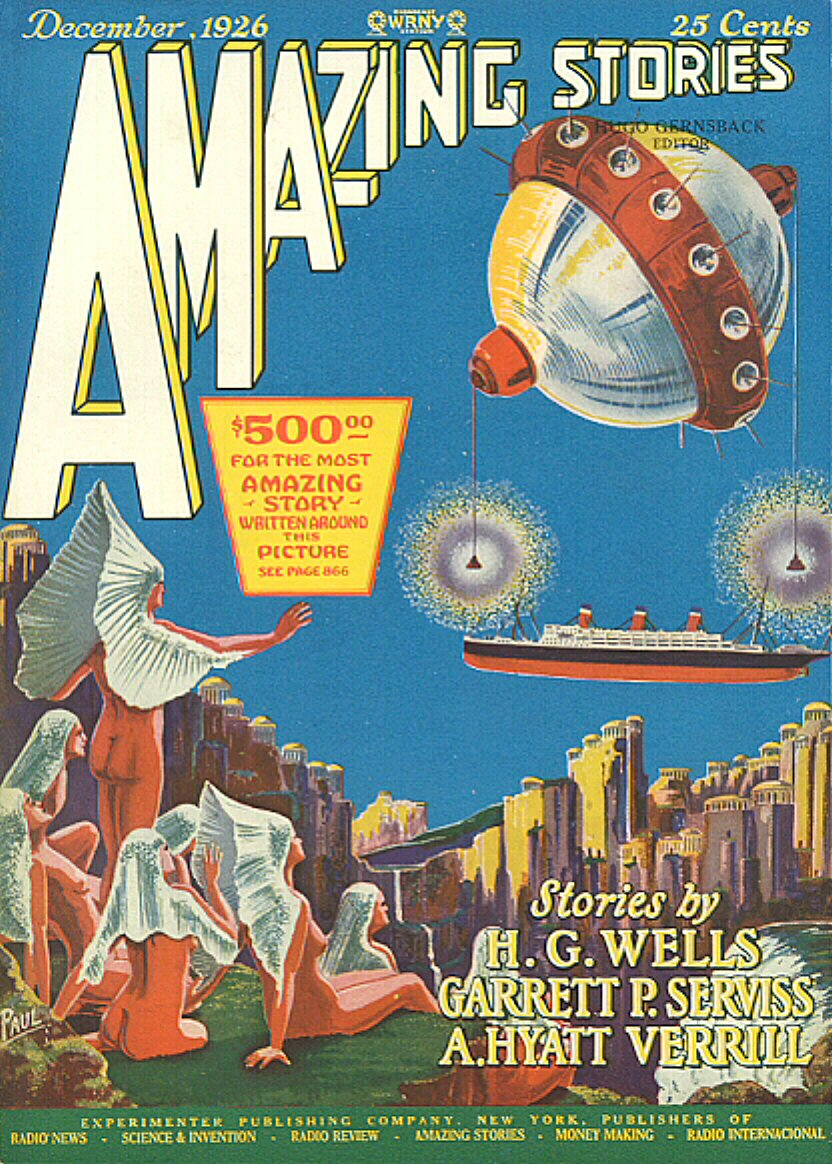
Обложка американского журнала Amazing Stories, декабрь 1926 года. Изображён «ещё не написанный рассказ»

Фанта́стика (от др.-греч. φανταστική — искусство воображения, фантазия) — жанр, или творческий метод, или приём, или область художественной литературы, кино, изобразительного и других форм искусств, характеризуемый использованием фантастического допущения, «элемента необычайного»; нарушением границ реальности, нарушением принятой в тексте нормы условности; изображением фактов, которые с точки зрения характерных для данной культуры представлений не просто не существуют или не существовали, но и не могли существовать, поскольку в реальной действительности вообще не существует фактов данного типа (данной категории), причём такое нарушение преднамеренно. Фантастика и художественный вымысел различаются между собой тем, что автор, создающий художественное произведение, придумывает необычные индивидуальные факты, а автор, создающий фантастику, вводит в действие также целые несуществующие категории (см. Вторичная условность). Современная фантастика включает в себя такие жанры, как научная фантастика, фэнтези, альтернативная история, киберпанк и многие другие.
Выделение фантастики как особого литературного метода может критиковаться, поскольку фантастика встречается в рамках самых различных литературных методов — романтизма, реализма, модернизма и др. С этой точки зрения речь идёт не о методе, а о двух противоположных тенденциях, характерных для искусства в целом: тенденции к воссозданию действительности и к пересозданию её. Фантастика в большей мере тяготеет к второй из этих тенденций, но при создании самих фантастических образов, как правило, наблюдается взаимодействие обеих тенденций:21. Существует понятие «жизнеподобие», противопоставляемое таким формам условности, как фантастика, гипербола, гротеск и др.:94—96 Выделение фантастики как жанра тоже порой критикуется, поскольку фантастика в литературе очень разнообразна по родам, видам и жанрам:49 (может включать в себя психологическую новеллу, политический памфлет, философскую драму, сказочную повесть и др.:44).
Несмотря на разнообразие фантастики, её тематики и целей, в её основе лежит тот принцип обобщения знаний о мире, который Михаил Бахтин охарактеризовал как «древнейший тип» образного мышления, — «гротескный тип образности». Понятия «фантастика» и «гротеск» близки друг к другу — их роднят такие общие черты, как принципиальный алогизм, ощущение странного, «перевёрнутого» мира, способность отмечать и демонстрировать основные противоречия действительности, суть явления:78.
Фантастическое как тип художественного мышления и мироощущения присуще любой эпохе, вне зависимости от господствующих эстетических взглядов. Чаще всего к фантастике обращались при утрате чётких социальных ориентиров и изменении стилевых векторов или при неудовлетворённости существующим общественным строем, на что указывает генезис фантастического: сатира, утопия, антиутопия, фантастика как средство романтизации мира и пр.
Понятию фантастики свойственна историко-культурная релятивность, отнесение того или иного образа или сюжета к фантастике зависит от того, кто и когда выносит суждение о степени его фантастичности (так, можно считать, что древние мифы создавались не как фантастика, но мифы продолжают существовать вплоть до новейшего времени и в современной культуре функционируют уже в качестве фантастических произведений). В связи с этим философ и культуролог К. Г. Фрумкин отмечает, что «фантастикой в культуре определённой эпохи считается изображение фактов и событий, не существующих с точки зрения господствующих в данной культуре мнений», и приводит мнение Т. Чернышевой, согласно которому «для определения того или иного создания человеческой мысли как фантастического необходимо учитывать два момента: а) соответствие или, вернее, несоответствие того или иного образа объективной реальности и б) восприятие его человеческим сознанием в ту или иную эпоху».

## Фантастическое допущение
Фантастическое допущение — основной элемент фантастической литературы (вариант термина «фантастическая идея» некорректен, так как под идеей в литературоведении подразумевается главная мысль произведения, то главное, что хочет сказать своим текстом писатель). Этот элемент заключается во введении в произведение фактора, не встречающегося или невозможного в реальном мире, в котором живёт читатель либо герои произведения («допущении» его существования в сеттинге произведения). При этом остальные элементы — проблематика, литературные приёмы, построение сюжета — у фантастических произведений принципиально не отличаются от нефантастических. Фантастическое допущение используется, чтобы полнее раскрыть проблематику произведения, характеры персонажей за счёт помещения их в нестандартные условия; для предложения научных и ненаучных гипотез; для создания экзотического антуража.
Это определение разделяют множество писателей-фантастов и литературных критиков. Братья Стругацкие предлагали определение фантастики как отрасли литературы, «характеризующейся специфическим литературным приёмом: введением элемента необычайного». По определению Олега Ладыженского и Дмитрия Громова (Г. Л. Олди), «фантастика — это литература плюс фантастическое допущение». По мнению А. Шалганова, фантастика — это своего рода «параллельная литература», в которой существуют все жанры и все направления, но только с дополнительным элементом инвариантности. Согласно «Большой советской энциклопедии», «её [фантастики] исходной идейно-эстетической установкой является диктат воображения над реальностью».
Громов и Ладыженский предлагают такую классификацию допущений:
- Научно-фантастическое — введение в произведение научного нововведения. Бывает двух видов:
  - Естественнонаучное — технические изобретения, открытия новых законов природы. Характерно для твёрдой НФ.
  - Гуманитарно-научное — допущение в области социологии, истории, политики, психологии, этики, религии. Введение новых моделей общества или сознания. Характерно для утопии, антиутопии, социальной фантастики.
- Футурологическое допущение — перенесение действия в будущее. Характерно для большинства видов научной фантастики.
- Фольклорное допущение (сказочное, мифологическое, легендарное) — введение в произведение существ, предметов, явлений из человеческой мифологии (допущение их реального существования). Характерно для фэнтези, «городского фэнтези».
- Миротворческое допущение — перенесение действия в полностью вымышленный мир (допущение существования такого мира). Характерно для традиционных видов фэнтези.
- Мистическое допущение — введение в произведение фантастического фактора, которому не даётся рационального объяснения. Характерно для жанров мистики и ужасов.
- Фантасмагорическое допущение — введение в произведение фактора, противоречащего любому здравому смыслу и не способного иметь никакого логического основания. Сюда часто относят развлекательную фантастику (чёрный юмор, супергероев и др.).

Юрий Зубакин делит допущения просто на научно-фантастические (не противоречащие науке и законам природы) и ненаучно-фантастические (противоречащие им). Дмитрий Тарабанов выделяет альтернативную историю, альтернативную арифметику, альтернативную религию, альтернативную эволюцию, альтернативную минералогию и альтернативную географию. В одном и том же произведении могут сочетаться разные виды допущений.
В английском языке нет точного эквивалента русскому слову «фантастика». Для его перевода иногда используют близкие термины, такие как «fantastic» («фантастическое») или «speculative fiction» («умозрительный художественный вымысел»); иногда его переводят сочетанием «fantasy and science fiction». При этом во многих других языках терминология ближе к русской. Понятие «fantastique» во французском языке и «Phantastik» в немецком имеют значение, близкое к русской «фантастике».

## Проблема классификации понятия «фантастика»
Классификация фантастики — это сложный и спорный момент в фантастиковедении. Общепринятая классификация фантастики в настоящее время отсутствует. Проблема классификации связана с нечёткостью самого термина «фантастика». Существуют различные подходы к определению этого термина. Один из них заключается в том, что фантастику считают жанром литературы. В рамках второго фантастику называют художественным приёмом. Также существует мнение, что фантастика — это творческий метод:50.
Ряд исследователей пытаются объединить мнение о фантастике как о жанре и мнение о ней как о приёме. Например, Ольга Чигиринская в статье «фантастика: выбор жанра, выбор хронотопа» отмечает недостатки обоих подходов и предлагает классифицировать фантастику по сочетанию специфических хронотопов.

### Фантастика — жанр в литературе и искусстве
Представление о фантастике XX века как о едином жанре связано, по-видимому, с тем, что в англоязычной литературе нет чёткого разделения на «жанр» и «род»: в ней традиционно применяют французское слово «жанр» (genre) и как синонимы — слова «вид» (kind), «тип» (type), «форма» (form). Иными словами, в английских литературоведческих словарях нет разницы между понятиями о крупных (общих) литературных типах и их конкретно-исторических вариантах. Таким образом, представление о фантастике XX века как о едином жанре обусловлено тем, что её причисляют если не к роду, то, по крайней мере, к иному понятию, более узкому, чем род, но более широкому, чем жанр. Русскоязычная же критика фантастики основана на англоязычной научно-критической традиции и калькирует её понятия.
В 1950—1960-е годы в СССР на страницах журналов и газет состоялось обсуждение проблемы «жанрового статуса» фантастики. Как характерные высказывания участников дискуссии можно привести утверждение Е. Брандиса, что научная фантастика — единый жанр, причём понятие жанра он характеризует как «условный термин», сближающий «произведения по содержанию и отчасти по способу изложения», а также утверждение С. Полтавского о «собирательном определении „жанр научной фантастики“», то есть «о совокупности произведений научно-фантастического содержания, независимо от того, в какой литературной форме, в каком каноническом жанре они выполнены».
Мнение о том, что фантастика — это жанр, нередко критикуют. Так, тот же литературовед Е. Брандис и В. Дмитревский в 1965 году отмечали, что «НФ наших дней с успехом использует любые литературные жанры — от реалистического романа о „судьбе открытия“ до психологической новеллы, от политического памфлета до философской драмы, от сатирического обозрения до сказочной повести и т. д.»:44.
Писательница-фантаст, литературовед, переводчица и критик научной фантастики Ариадна Громова указывала, что «в фантастике существуют романы, повести, рассказы, пьесы… фантастика может быть эпически обстоятельной и точной, лирически неопределённой, остросатирической и задумчиво ироничной… Словом, фантастика по сути дела так же разнообразна по родам, видам и жанрам, как и реалистическая литература»:49.
По словам критика и искусствоведа Юлия Смелкова, «…О фантастике уже вряд ли можно говорить как о жанре, прежде всего потому, что огромно её собственное жанровое разнообразие. В ней можно найти образцы практически любого из существующих в современной литературе жанров. Сочетание фантастического допущения с устоявшимися жанровыми традициями… и даёт этот любопытнейший литературный феномен — современную фантастику»:46.
Критик Евгений Харитонов писал: «Мы имеем дело с разветвлённой системой жанров, где обнаруживаются не только собственно научная фантастика, но и условно-метафорическая проза, и фантасмагория, и утопия, и фэнтези, и мифологический роман, и гротеск, литературная сказка, наконец…»
Литературовед В. В. Шумко указывает, что существуют понятия научно-фантастического рассказа, научно-фантастической повести и научно-фантастического романа:51 и что, помимо многожанровости самой научной фантастики, она заимствовала элементы волшебной сказки, мифа, приключенческой литературы:50.
Литературовед О. Стужук пишет, что фантастика «на родовом уровне может быть и эпосом, и лирикой, и драмой, на видовом — и поэзией, и прозой, на жанровом — эпопеей, романом, повестью, рассказом, новеллой, трагедией, комедией, собственно драмой, поэмой, киносценарием в его самых разнообразных формах».
Писатель и критик А. Шмалько (Валентинов) также утверждает, что в фантастике существуют представители практически всех жанров: социальная проза — В. Рыбаков, сатира — Е. Лукин, юмор — М. Успенский, остросюжетный боевик — В. Головачёв, философский роман — Г. Л. Олди, историческая проза — Л. Вершинин и А. Валентинов, женский роман — Д. Трускиновская, литературная сказка и авантюрный роман — М. и С. Дяченко, претенденты на эстетский авангард — некоторые из публикаций Макса Фрая; также в фантастике существует и поэзия.

#### Жанры фантастики
В рамках того подхода, согласно которому фантастика — это жанр, выделяются также отдельные жанры фантастики. В различных научных обзорах, наблюдениях исследователей упоминаются такие разновидности, как социальная и научная фантастика, боевая и приключенческая фантастика, мифологическая фантастика, утопия и антиутопия, юмористическая и сатирическая фантастика, турбореализм, фантастика ужасов (хоррор), дьяволиада, таймпанк, фэнтези, апокалипсис и постапокалипсис, альтернативная история и альтернативная география, готика, мистика, философский боевик и др.
В ряде статей, опубликованных в ведущем журнале «Мир фантастики», критики (Б. Невский, Д. Тархабанов, А. Крымов, А. Михайлов, М. Попов, Я. Хорошков и др.) называют, руководствуясь при классификации проблемно-тематическим критерием, следующие жанры: «мягкая» научная фантастика, «твёрдая» научная фантастика, авантюрная фантастика, альтернативная география, альтернативная история, апокалипсис, постапокалипсис, боевая фантастика, фэнтези, героическое фэнтези, городская фантастика, готика, детективная фантастика, дизельпанк, женская фантастика, затерянные миры, историческое фэнтези, киберпанк, интеллектуальное фэнтези, комическая фантастика, космическая опера и др.:39 Эти разновидности фантастики можно также называть субжанрами:40.
Деление фантастики на жанры очень условное, так как наблюдается взаимопроникновение жанров, они постоянно переплетаются и на их основе возникают абсолютно новые жанры.

#### Формы фантастики
Стилевые и жанровые формы фантастики — гротеск, фантасмагория и феерия — стали традиционным вспомогательным средством сатиры: от Франсуа Рабле до М. Е. Салтыкова-Щедрина («История одного города») и В. В. Маяковского («Клоп» и «Баня»). Нежанровые разновидности фантастической литературы XX века — фантастический реализм, магический реализм.

### Фантастика — приём в литературе и искусстве
Один из взглядов на фантастику заключается в том, что это литература, дополненная фантастическим допущением. Например, Г. Л. Олди, получивший ряд премий за критические статьи в области фантастики, утверждает:

Чем, собственно говоря, фантастика отличается от всей остальной литературы? Исключительно наличием этого самого фантастического допущения — более ничем. Композиция текста, архитектоника сюжета, стилистические особенности, язык, персонажи, поднимаемые проблемы, психологические характеристики — всё, что есть в любом, какое ни возьми, направлении литературы, есть и в фантастике. По крайней мере, должно быть. Фантастика — это не «недолитература», из которой что-то вырезано на манер аппендикса (упрощённый, облегчённый вариант для ленивых и нелюбопытных), а совсем даже наоборот. Это именно литература плюс фантастическое допущение, которое, в общем, тоже литературный приём. Всё находится в общей плоскости.
В публикации 1988 года Борис Стругацкий отмечал, что фантастику делает фантастикой применение «специфического приёма — введения в произведение элемента необычайного».
Классификация фантастики по приёму приведена в книге Георгия Гуревича «Беседы о научной фантастике. Беседа четвёртая: о многообразии фантастики».

### Фантастика как область литературы
Нередко предлагают выделять фантастику как отдельную область литературы. Так, ещё в 1970-е годы в советском литературоведении была предпринята попытка провести границы между «собственно фантастикой» («содержательной фантастикой») и «формальной фантастикой искусства». В первом случае речь идёт о фантастике как области литературы, где фантастическое допущение (фантастика как самостоятельный тип вымысла) является структурообразующим принципом. Во втором речь идёт о фантастике как об одном из элементов поэтики, играющем вспомогательную роль при раскрытии авторского замысла.
В настоящее время фантастика вышла за свои жанровые границы. Фантастика переступает границы не только жанров (например, фантастический детектив и юмористическая фантастика) и родов литературы (например, фантастическая поэзия и фантастическая драматургия), но и родов искусства (например, фантастическая музыка, кинофантастика, фантастическая живопись).
В некоторых источниках фантастику рассматривают в качестве мегажанра (или метажанра), в котором существуют все жанры и все направления с дополнительным элементом иновариантности. Проблемы типологии фантастического мегажанра были рассмотрены на Всероссийской научной конференции «Фантастика и современное мифотворчество». Высказывается также мнение (например, украинскими исследователями Е. Канчурой, Т. Рязанцевой, М. Назаренко), что фантастика — это метажанр, включающий в себя два мегажанра: научную фантастику и фэнтези.
Известный фантастовед Анатолий Бритиков утверждал, что «научно-фантастический роман не только жанр, как, например, философский роман или роман приключений и путешествий, с которыми он тесно соприкасается: он относится к особому виду или типу искусства. <…> Тип научно-фантастического романа нынче необычайно многообразен — от социально-философской утопии до научной сказки и от традиционной технологической фантастики до новой формы фантастико-психологического повествования».
Андрей Шмалько (Андрей Валентинов) в начале 2000-х годов отмечал, что границы фантастики очень условны, объединяют весьма чуждых друг другу эстетически писателей и что нынешнее русскоязычное «фантастическое сообщество сложилось оттого, что в фантастику выталкивали — и сейчас выталкивают — всё непохожее, не влезающее в прежние рамки». В рамках того сообщества фантастики, которое возникло на постсоветском пространстве, объединились несколько жанров и направлений: турбореализм, философский боевик, литературная сказка, криптоистория и лишь отчасти НФ и фэнтези. Появился «удивительный сплав, который ныне по традиции продолжают именовать фантастикой, она же НФ или фэнтези», и который образовал очень сложный конгломерат жанров и методов, представители коего стали восприниматься как нечто единое благодаря не столько творческим особенностям, сколько историческим и отчасти случайным обстоятельствам. В результате возникло «нечто вроде параллельной, весьма сложной литературы, временами достаточно высокого уровня, которая дублирует, а порою и успешно заменяет „Большую литературу“, переживающую ныне состояние полного маразма».

### Фантастика как метод и фантастика в рамках реализма
Фантастику порой называют особым методом, для которого характерно особое сочетание элементов реальности, не свойственное ей:50. Однако называть фантастику отдельным методом вряд ли правомерно, так как фантастика не противопоказана никакому методу, она встречается в рамках самых различных литературных методов — романтизма, реализма, модернизма и др.:21 Представители реализма во многих случаях используют фантастику и гротеск в качестве средства преувеличения, заострения образа для как можно более полного выявления его типичности. Правдоподобие (жизнеподобие) — не обязательное свойство реализма: существуют произведения правдоподобные, но не реалистические (например, натуралистические), в то же время существуют художественные тексты реалистические, но не правдоподобные. Таким образом, реализм как творческий метод может осуществляться и в формах правдоподобия, и в формах художественной условности:8,27.
Фантастика в творчестве писателей-реалистов является одним из компонентов формы, будучи составной частью «арсенала» искусства в своей экспрессивной заострённости. Проявляя как составной элемент своего мировоззрения интерес к той или иной стороне социальных характеров людей, реалист применяет художественные детали для усиления важнейших, по его мнению, составляющих того или иного характера, и это часто приводит к художественному преувеличению, созданию фантастических персонажей. Фантастика как приём и фантастичность в целом появляется в литературном произведении тогда, когда существует противоречие, разрыв между должным (по мнению автора) и «образом» — точнее, персонажем, в своей индивидуальности выражающим закономерности социальной действительности. При этом фантастика как приём не обязательно выступает в функции «снятия» противоречий, она может и их заострять, расширять, углублять — обычно она служит такой цели в произведениях с ярко выраженной сатирической направленностью. Фантастика способствует комическому эффекту (так как в выдумывании, в неправдоподобном сочетании элементов действительности уже изначально заложен элемент шутки, комизма), что обусловливает её использование в сатирических целях; сатирическая фантастика обнажает, выявляет скрытое, замаскированное, развивая явление до логического конца, обнаруживая скрытые его возможности.
Также обращение писателя-реалиста к фантастической образности может быть связано с его стремлением затронуть вечные философские вопросы, найти универсальные закономерности, в самые разные эпохи управляющие человеческой жизнью, прибегнуть к максимально широким обобщениям. Это требует создания условных, символических или аллегорических образов, выражающих отвлечённые и универсальные представления — как, например, идеи добра, зла, совести, справедливости и т. п. В таких случаях сама условность, фантастичность художественных образов указывает на их обобщённое содержание, соотносимость с отвлечёнными нравственными и философскими представлениями, а не с конкретными людьми и их взаимоотношениями.
Вторичная условность в рамках различных творческих методов отличается по своим функциям. Так, например, реалистический гротеск принципиально отличается от романтического. Романтический гротеск изображал человека зависимым от таинственных, потусторонних сил, реалистический же гротеск, применяя аналогичные или сходные с романтическим гротеском приёмы повествования, коренным образом изменяет их функциональное значение: в реализме они раскрывают подлинные связи между человеком и окружающим его обществом. Как и в романтизме, с героями реалистического гротеска происходят странные вещи, в их жизнь тоже вторгаются фантастические явления. Но этот фантастический сюжет дает возможность вскрыть самые характерные признаки окружающей жизни, выявить то, что обычно ускользает от взгляда читателя, обнаружить зависимость людей от существующих социально-политических норм и установлений:58,179.

## История

### Истоки

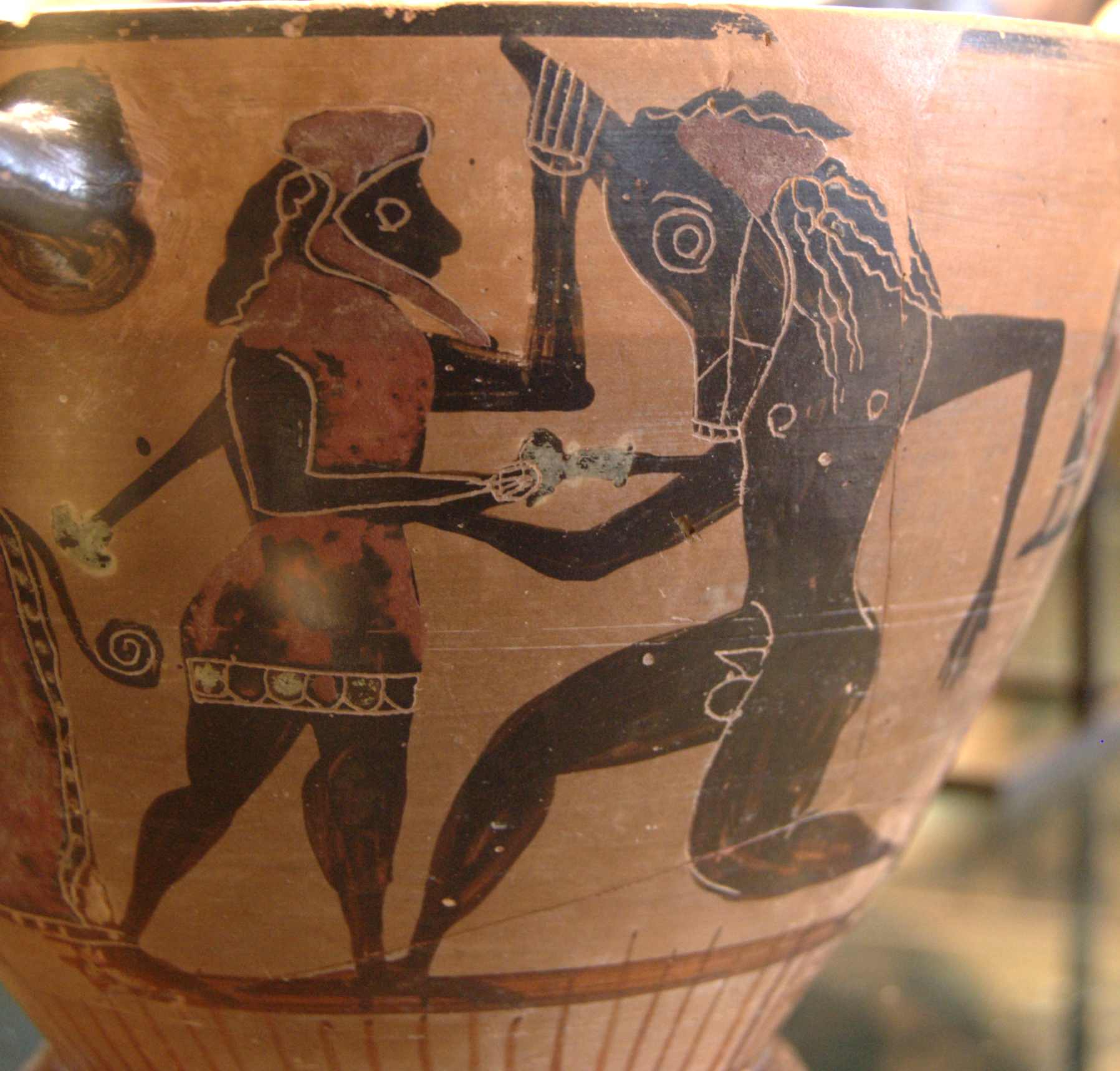
Тесей и Минотавр, древнегреческая керамика

Фантастика заимствовала элементы мифа, волшебной сказки:50. Впоследствии, в Новое и Новейшее время источниками фантастики также становятся научные представления и современная мифология (включающая в себя народную демонологию, веру в инопланетян, посещающих Землю, и т. д.). Августа Ройфе относит к источникам фантастики также политику (политическое мышление эпохи), в художественной литературе отображающуюся в форме утопической образности:18—21.
Не существует единого мнения по поводу того, нужно ли относить миф к фантастике. Так, Ольга Фрейденберг полагала, что древнейшие космогонические мифы по существу нефантастичны; впоследствии, по мере отдаления фольклорных форм от практических задач мифологического осмысления действительности, появляется фантастика как особый вид художественного творчества. Первобытное миропонимание сталкивается с новыми представлениями о действительности, мифический и реальный планы смешиваются, и эта смесь сугубо фантастична. Юрий Кагарлицкий утверждал, что фантастика «возникает тогда, тогда нарушилось синкретическое мышление, где реальное и вымышленное, рациональное и духовное неразделимы. Лишь с момента, когда первоначальное единство нарушено и распадается на мозаику вероятного и невероятного, — лишь с того момента начинается формирование фантастики». Елена Ковтун также считает, что «архаический мир не знает фантастики в собственном смысле слова: для современного ему сознания все в нем представляет собой абсолютную реальность».
Авторы статей «фантастика» в справочных изданиях: Б. Михайловский в «Литературной энциклопедии», Р. И. Нудельман в «Краткой литературной энциклопедии», Е. Аксёнова в «Словаре литературоведческих терминов», В. С. Муравьёв в «Большой советской энциклопедии», — напротив, утверждают, что мифологию следует считать первой разновидностью фантастики. Психолог Теодюль Рибо называл мифы плодом воображения, а фантастическую литературу считал «отголосками мифов». По мнению Р. И. Нудельмана, «в первобытном синкретическом мышлении всякое представление есть, по сути, фантастический образ, поскольку предметы и явления ещё не расчленены — будучи собой, они одновременно являются или могут стать чем-то принципиально, сущностно иным».
Промежуточную позицию занял В. М. Чумаков, заявлявший, что в мифах присутствует фантастика, но фантастика бессознательная; в рамках мифологии «фантастика не осознаётся в своём собственном качестве, а предстаёт в виде реальной данности». Иными словами, авторы мифов были фантастами, не осознававшими, что они фантасты.
Большинство исследователей считает, что история фантастики началась со сказки. Сказка возникла из разложения мифа — следовательно, разложение мифа породило фантастику, а сказка оказалась её первой разновидностью. Некоторые специалисты полагают (например, американский литературовед Нортроп Фрай), что сказка явилась первой формой литературы вообще; на основании этого утверждения следует полагать, что литература возникла как фантастика.

### Античность
По мнению Ольги Фрейденберг, считающиеся первичными жанрами фантастики утопия и фантастическое путешествие были ещё и древнейшими формами повествования как такового, в первую очередь в «Одиссее» Гомера. Известный фантастовед А. Ф. Бритиков относит к фантастике также «Илиаду» и диалоги Платона об Атлантиде.
В комедии греческого комедиографа V века до н. э. Аристофана «Птицы» действуют пернатые, выстраивая город между небом и землёй. В его же комедии «Мир» герой Тригей отправляется к богам, оседлав навозного жука:23.

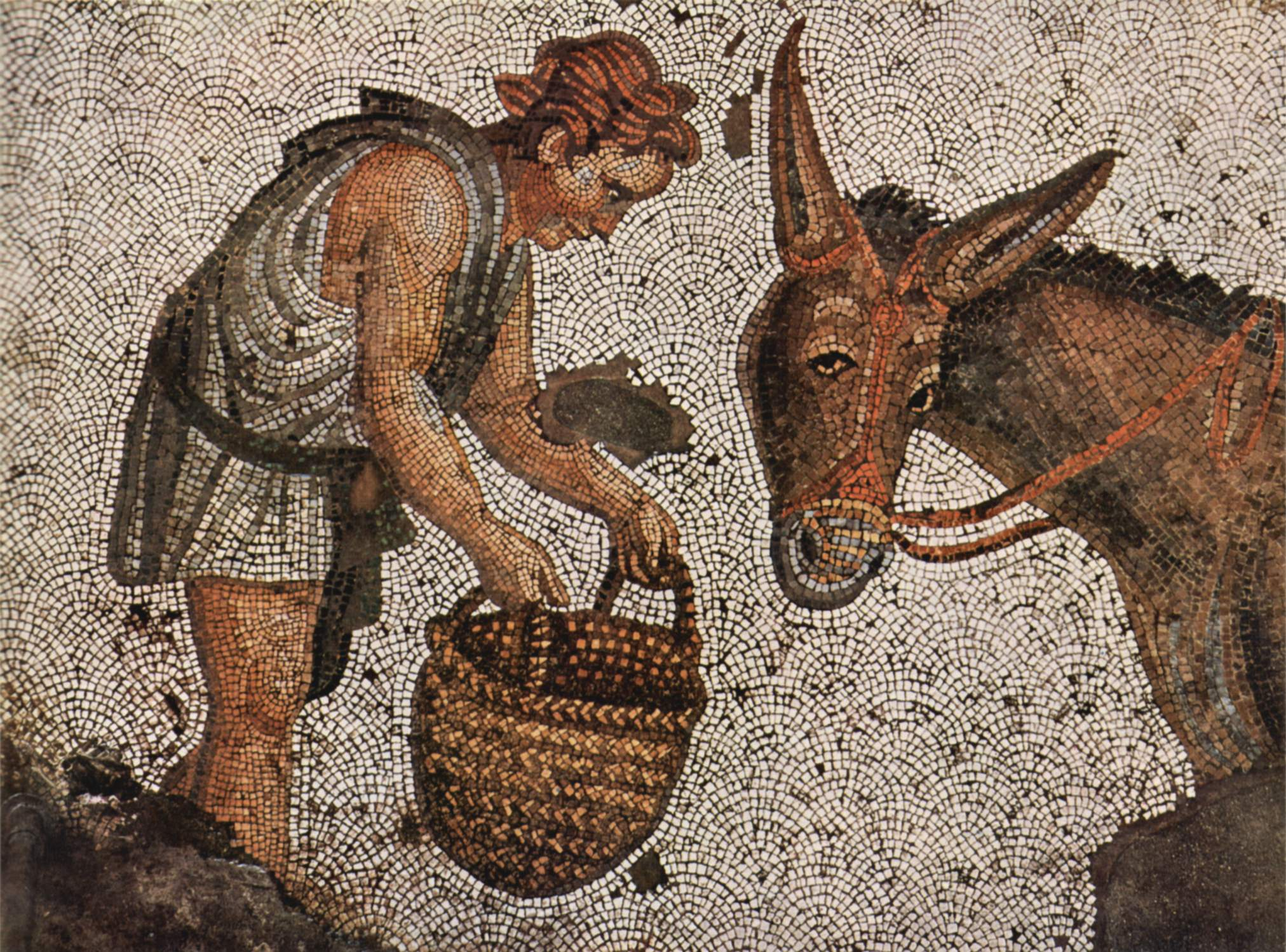
«Метаморфозы» Апулея — античная социальная фантастика. Византийская мозаика V века

В эпоху эллинизма Гекатей Абдерский, Евгемер, Ямбул сочетают в своих сочинениях жанры фантастического путешествия и утопии.
В римское время момент социально-политической утопии, свойственной эллинистическим псевдопутешествиям, уже выветрился; осталась лишь серия фантастических приключений в разных частях земного шара и за его пределами — на Луне, соединённая с тематикой любовного романа. К этому типу относятся «Невероятные приключения по ту сторону Туле» Антония Диогена.
Во многом продолжением традиции фантастического путешествия является и роман Псевдо-Каллисфена «История Александра Великого», где герой попадает в области великанов, карликов, людоедов, уродов, в местности со странной природой, с необычными животными и растениями. Много места уделено чудесам Индии и её «нагим мудрецам», брахманам. Не забыт и мифологический прообраз всех этих сказочных странствий, посещение страны блаженных.
Традиция литературы о путешествиях также продолжается в романах Лукиана из Самосаты «Икароменипп, или Заоблачный полёт» (повествование о небесном путешествии) и «Правдивая история» (герои её переносятся на Луну с помощью смерча и встречаются с жителями Луны, которых, следуя традиции изображать жителей неизвестных земель максимально отличными от себя, автор наделяет вставными глазами и полым животом, поросшим изнутри волосами):23.
Архаична фантастика в романе метаморфоз (несохранившиеся «Метаморфозы» Лукия Патрского, «Лукий, или Осёл» Псевдо-Лукиана, «Метаморфозы, или Золотой осел» Апулея). Последний представляет собой «фантастическое повествование, где история души облечена в форму рассказа об истории тела».
Сатирический фрагмент «Сатирикона» Петрония (описание города Кротона, населённого бездетными наследодателями и «ловящими» их искателями наследства), восходя к миму, предвосхищает некоторые сатирически-фантастические образы в последней части «Гаргантюа и Пантагрюэля» Рабле и в «Путешествии Гулливера» Свифта. Сатирическая фантастика в этом эпизоде контрастирует с натуралистическим гротеском в сценах пира Тримальхиона и в некоторых других эпизодах.
Фантастикой изобилует популярный древнехристианский роман II века — так называемые «Климентины» (по имени одного из главных действующих лиц Климента, от лица которого ведётся рассказ). Среди действующих лиц — апостол Петр, Симон Волхв, его спутница Елена Прекрасная, там же впервые появляется Фауст — прообраз более позднего персонажа.
Уже с V века до н. э. возникает и растёт интерес к чудесному. Его выражением стал особый жанр нехудожественной прозы — парадоксография. Из нескольких сохранившихся сочинений в этом роде с точки зрения фантастики заслуживают внимания «Удивительные истории» Флегонта из Тралл (II век н. э.), которого особенно привлекали сообщения о привидениях.

### Средние века
В период раннего средневековья, примерно с V по XI век, происходит если не отторжение, то, по крайней мере, подавление чудесного, основы фантастического. В XII—XIII века, по словам Жака Ле Гоффа, «происходит подлинное вторжение чудесного в учёную культуру». Как отмечает литературовед Татьяна Чернышёва, в средневековье возникает ряд произведений, которые являются «ближайшими родственниками», «предками по прямой линии» научной фантастики. К таким произведениям относятся различного рода космографии (повествование о путешествиях в экзотические страны — в том числе вымышленных), религиозные легенды, суеверные фольклорные рассказы о сверхъестественных явлениях и чудесах. Несмотря на существенные различия, все эти произведения объединяет одно сходство: как в познавательном, так и в эстетическом плане они обусловлены потребностью человека в удивлении:153. В частности, в средневековье одна за другой появляются так называемые «книги чудес» (Гервасий Тильберийский, Марко Поло, Раймунд Луллий, Джон Мандевиль и др.), возрождающие жанр парадоксографии.

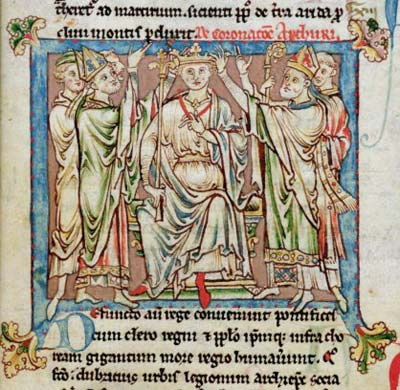
Король Артур, главный герой британских рыцарских романов

Начиная с XII века мотивы волшебных сказок (происходящих из кельтских мифов) проникают в угасающий героический эпос (особенно в таких поздних поэмах, как «Оберон» или «Тристан де Нантейль») и в формирующийся рыцарский роман, став его образной основой, — от романа «Персеваль, или Повесть о Граале» (около 1182) Кретьена де Труа до «Смерти Артура» (1469) Т. Мэлори. «Вплоть до XV века и даже позже роман остаётся основным прибежищем всего чудесного и странного» (Поль Зюмтор «Опыт построения средневековой поэтики»). Наибольшую популярность в рамках рыцарского романа получили такие группы сюжетов, как о короле Артуре и рыцарях Круглого стола, о любви Тристана и Изольды и о поисках святого Грааля. Мир, описанный в рыцарских романах, не идентичен реальной Европе XII—XV веков. Например, неизвестно, где находится царство Грааля из романа «Парцифаль» Вольфрама фон Эшенбаха — в связи с этим А. Д. Михайлов пишет: «Королевство это везде, везде, где есть подлинная рыцарственность, где в чести справедливость и доброта, скромность и мужество, и нигде, коль скоро эти высокие нравственные ценности отсутствуют». Также и королевство Артура имеет мало общего с реальной средневековой Европой — в частности, описанное Кретьеном де Труа, первым, кто дал романные обработки сказаний о короле Артуре и других героях «бретонского» цикла. Хотя Артур у Кретьена — король бриттов, тем не менее его королевство охватывает всю Европу, и Броселианд, Камелот или Тентажель находятся отнюдь не всегда на британских островах. Королевство Артура не граничит с реальными государствами времени написания романа: в частности, Испания не имеет реальных границ с королевством Артура, но бесконечно далека от него. Кроме того, в рыцарском романе широко представлены волшебство и магия, несомненно ориентированные на более ранние пласты религиозного сознания:24.
Дальнейшую трансформацию этих сюжетов являют монументально-фантастические, почти совсем утратившие историко-эпическую подоснову ренессансные поэмы «Влюблённый Роланд» Боярдо, «Неистовый Роланд» Л. Ариосто, «Освобожденный Иерусалим» Т. Тассо, «Королева фей» Э. Спенсера. Вехой в развитии фантастической аллегории, созданной Овидием, был «Роман о Розе» XIII века Гильома де Лорриса и Жана де Мёна.
В Древней Руси начиная с XI века авторы начинают обращаться к народному фольклору: на русском севере зарождается былинный эпос, позже развившийся в киевский и новгородский циклы, неизвестными авторами создаются «Слово о полку Игореве», «Глубинная книга» и т. д.
Сказки «Тысячи и одной ночи» небогаты фантастикой, поскольку «роль волшебного элемента в арабских сказках сильно ограничена» (Е. Мелетинский). Своеобразный литературный переплав народных сказаний, легенд и поверий представляют собой многие произведения японской (например, жанр «рассказа о страшном и необычайном» — кайдан) и китайской фантастики (сборник «Рассказы о чудесах из кабинета Ляо» Пу Сунлина, подводящий итог всей китайской новеллистической традиции, включая характерную для неё фантастику).

### Эпоха Возрождения

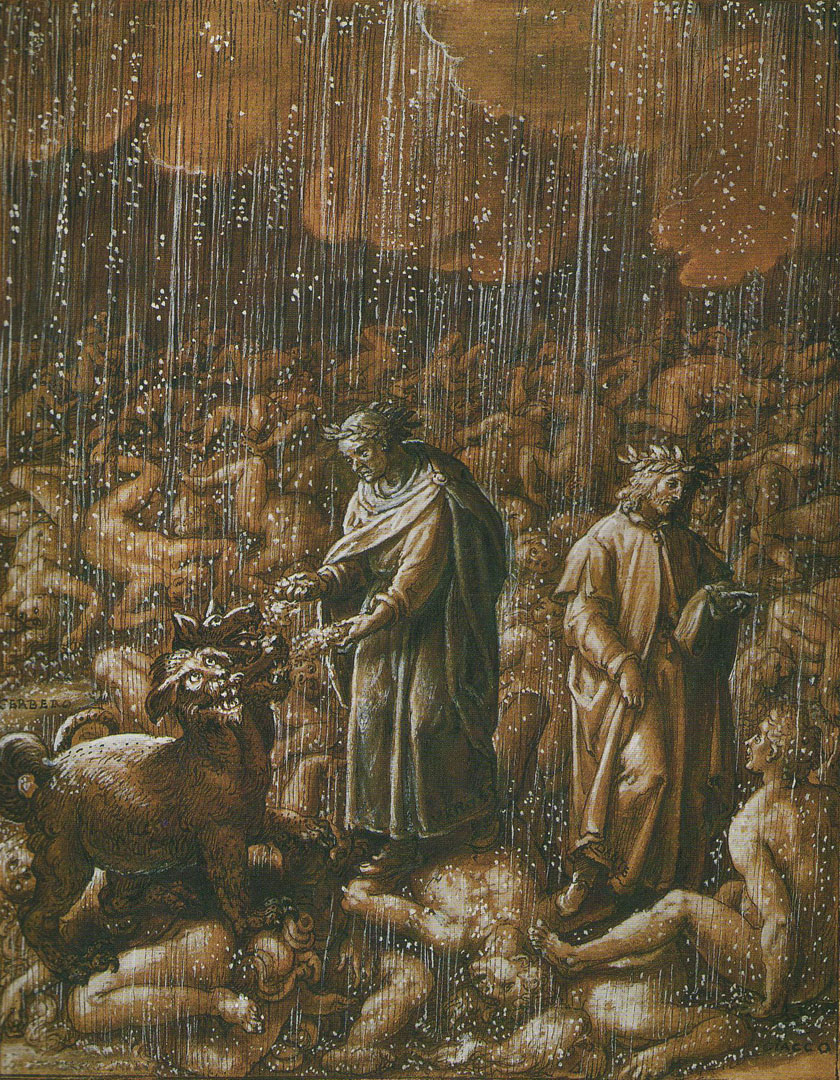
Данте и Вергилий в Аду. Иллюстрация к «Божественной комедии»

Развитие фантастики в период Ренессанса завершают «Дон Кихот» М. Сервантеса — пародия на фантастику рыцарских похождений и одновременно начало реалистического романа — и «Гаргантюа и Пантагрюэль» Ф. Рабле, использующий профанированный язык рыцарского романа для разработки гуманистической утопии и гуманистической сатиры. У Рабле же находим (главы о Телемском аббатстве) один из первых примеров фантастической разработки утопического жанра, хотя и исконно нехарактерной: ведь у зачинателей жанра Т. Мора (1516) и Т. Кампанеллы (1602) утопия тяготеет к дидактическому трактату и лишь в «Новой Атлантиде» Ф. Бэкона являет собой научно-фантастическую игру воображения. Пример более традиционного сочетания фантастики с мечтой о сказочном царстве справедливости — «Буря» У. Шекспира.
В меньшей степени, чем древнейшая мифология и фольклор, стимулировали фантастику религиозно-мифологические образы Библии. Крупнейшие произведения христианской фантастики — «Потерянный рай» и «Возвращённый рай» Дж. Мильтона — основаны на апокрифах. Это, однако, не умаляет того факта, что произведения европейской фантастики средневековья и Возрождения, как правило, имеют вторичную, этическую христианскую окраску или представляют игру фантастических образов в духе христианской апокрифической демонологии. Вне фантастики стоят жития святых, где чудеса принципиально выделены как экстраординарные происшествия. Тем не менее христианско-мифологическое сознание способствует расцвету особого жанра — фантастики видений. Начиная с апокалипсиса Иоанна Богослова «видения» или «откровения» становятся полноправным литературным жанром: разные аспекты его представляют «Видение о Петре Пахаре» (1362) У. Ленгленда и «Божественная комедия» Данте. Идея «откровения», в отличие от жития, — противопоставление земной действительности иного, сверхъестественного плана существования.
Поэтика религиозного «откровения» определяет визионерскую фантастику У. Блейка: его грандиозные «пророческие» образы — последняя вершина жанра.

### XVII и XVIII века
К концу XVII века маньеризм и барокко, для которых фантастика была постоянным фоном, дополнительным художественным планом (при этом происходила эстетизация восприятия фантастики, утрата живого ощущения чудесного), сменил классицизм, по своей сути чуждый фантастике: его обращение к мифу полностью рационалистично. К фантастике в рамках классицизма относят некоторые мифологические и религиозные произведения, соответствующие признакам «идеального»:26.

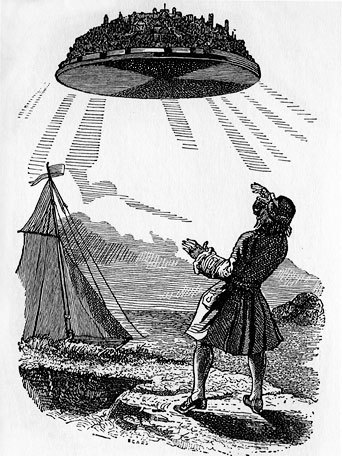
«Путешествия Гулливера» — фантастическая сатира XVIII века

Французские «трагические истории» XVII века черпают материал из хроник и рисуют роковые страсти, убийства и жестокости, одержимость дьяволом и т. п. Это — далёкие предшественники произведений маркиза де Сада-романиста и вообще «чёрного романа», сочетающие парадоксографическую традицию с повествовательным вымыслом. Инфернальные темы в благочестивой оправе (история борьбы с ужасными страстями на пути служения Богу) выступают в романах епископа Жана-Пьера Камю.
В романах XVII—XVIII веков мотивы и образы фантастики походя используются для осложнения интриги. Фантастический поиск трактуется как эротические похождения («фейные сказки», например «Акажу и Зирфила», 1744, Ш. Дюкло). Фантастика, не имея самостоятельного значения, оказывается подспорьем плутовского романа («Хромой бес» А. Р. Лесажа, «Влюблённый дьявол» Ж. Казота), философского трактата («Микромегас» Вольтера) и т. д.
Как Вольтер в «Микромегасе», так и Дж. Свифт в «Путешествиях Гулливера» используют принципы реалистического гротеска. Фантастичность ситуации в значительной мере происходит из несоответствия размеров человека обычных размеров и великанов или лилипутов, в остальном же у Свифта проявляется внимание к реальным предметам и реальным человеческим отношениям, прочие же элементы фантастики формируются, исходя из особенностей конкретного фантастического допущения (например, флора и фауна, соответствующие размерам людей, живущих в данной местности). Подобно Лукиану и многим утопистам, Свифт работает в рамках традиции географической фантастики — описания невиданных земель и их необычных обитателей. Он избегает сверхъестественного во всех его проявлениях — и сказочного, и мистического:26—27. Российскими литературоведами было показано, что фантастика у Свифта не является лишь условным приёмом сатиры, но выступает также самоценным направлением творческой мысли. Так, Ю. Кагарлицкий утверждал, что Свифт стремился научно-фантастически мотивировать, в частности, путешествие Гулливера на летающий остров Лапуту, хотя этот фрагмент «Путешествий…» по преимуществу пародировал научные заблуждения.
Вольтер, создавая «Микромегас», учитывал научные знания своего времени: как представление об обитаемости других планет, так и математические расчёты, доказывавшие, что по причине гигантских размеров Сириуса рост жителя планеты, обращающейся вокруг него, может составлять тридцать километров:27.
Реакция на засилье просветитительского рационализма наступила во второй половине XVIII века; англичанин Р. Хёрд призывает к прочувствованному изучению фантастики («Письма о рыцарстве и средневековых романах», 1762); в «Приключениях графа Фердинанда Фэтома» Т. Смоллетт предваряет ставший началом развития фантастики XIX—XX веков готический роман, к которому относятся «Замок Отранто» Х. Уолпола (1764), «Удольфские тайны» А. Радклиф (1794), произведения М. Льюиса, У. Бекфорда. Поставляя аксессуары романтических сюжетов, фантастика остаётся на подсобной роли: с её помощью двойственность образов и событий становится изобразительным принципом предромантизма. Необычайное может объясняться сверхъестественным образом (в частности, у Х. Уолпола), получать рациональное объяснение (например, у А. Радклиф) либо же сохранять двойственную природу, когда читатель колеблется между сверхъестественным или рациональным объяснением событий (как в «Рукописи, найденной в Сарагосе» Я. Потоцкого):27—28.
В XVIII веке в России появился такой жанр, как утопия и антиутопия (М. Херасков, Ф. Эмин, М. Щербатов, В. Левшин). К научной фантастике литературовед и критик Е. Харитонов относит повесть «Дворянин-философ» Ф. Дмитриева-Мамонова.

### В романтизме
В первой трети XIX столетия, в творчестве романтиков, преобладает та разновидность фантастики, которая является предшественницей фэнтези XX—XXI веков. Романтики опираются на традиции готического романа, поэтизирующего таинственное и ужасное, и в значительной степени эстетизируют фантастический вымысел — в их творчестве он становится выразителем идеального мира сильных чувств и творческого «священного безумия». Особенностью поэтики фантастического является у романтиков удвоение мира, при котором автор либо моделирует вымышленный мир, либо воссоздаёт два потока бытия: реальный и сверхъестественный:50.
«Прибежища в царстве фантазии» искали все романтики: у «иенцев» фантазирование, то есть устремлённость воображения в запредельный мир мифов и легенд, выдвигалось как приобщение к высшему прозрению, как жизненная программа — сравнительно благополучная (за счёт романтической иронии) у Л. Тика, патетичная и трагическая у Новалиса, чей «Генрих фон Офтердинген» являет образец обновлённой фантастической аллегории, осмысленной в духе поисков недостижимого и непостижимого идеально-духовного мира. Гейдельбергская школа использовала фантастику как источник сюжетов, придающих дополнительный интерес земным событиям (так, «Изабелла Египетская» Л. А. Арнима представляет собой фантастическую аранжировку любовного эпизода из жизни Карла V). Такой прагматический подход к фантастике оказался особенно перспективным.
Основной тип фантастической посылки в творчестве романтиков — в том числе у Э. Т. А. Гофмана, Э. По, В. Жуковского, М. Лермонтова, раннего Н. Гоголя — это допущение существования сверхъестественного мира (который авторы обычно описывают в традициях христианской демонологии или восточной мистики), где господствуют абсолютные Добро и Зло, непосредственно влияющие на человеческие судьбы.
Жанры фантастической прозы XIX столетия очень разнообразны: фольклорная фантастика, философская, психологическая, мистическая, гротескная, утопическая, оккультная, историко-мистическая. Популярны были среди романтиков жанры баллады, поэмы, песни с фантастическими темами, сюжетами или образами.

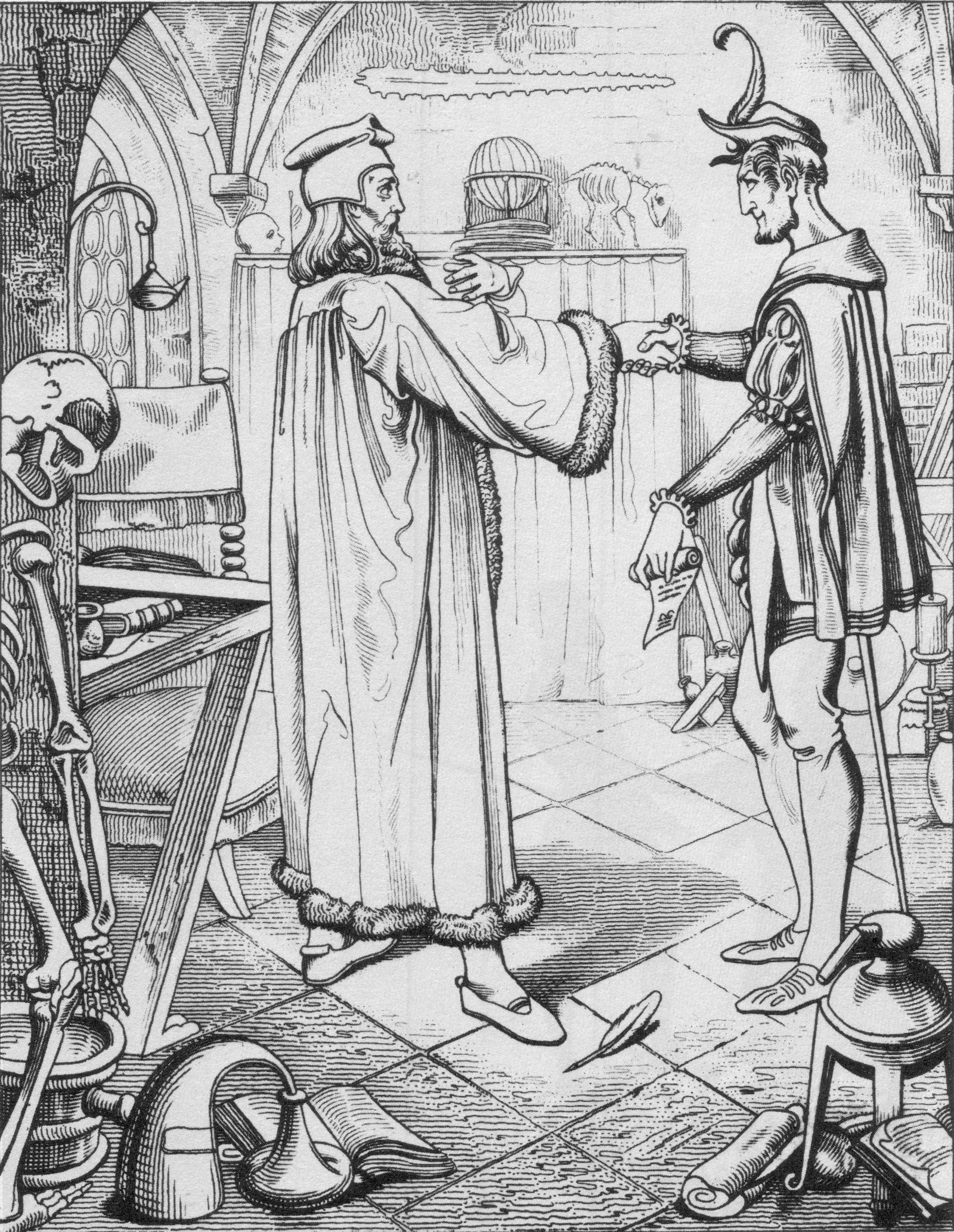
Фауст и Мефистофель

Стремясь обогатить ресурсы фантастики, немецкие романтики обратились к её первоисточникам — собрали и обработали волшебные сказки и легенды («Народные сказки Петера Лебрехта», 1797, в обработке Тика, «Детские и семейные сказки» (1812—1814) и «Немецкие предания» (1816—1818) братьев Гримм). Это способствовало становлению жанра литературной сказки во всех европейских литературах, остающегося и поныне ведущим в детской фантастике. Классический его образец — сказки Х. К. Андерсена.
В творчестве Э. Т. А. Гофмана ярко представлен мир фантастического во всём разнообразии мотивов, образов и сюжетов. Характерно разнообразие жанров и направлений: здесь и готический роман («Эликсир дьявола»), и литературная сказка («Повелитель блох», «Щелкунчик и мышиный король»), и феерическая фантасмагория («Принцесса Брамбилла»), и реалистическая повесть с фантастической подоплёкой («Выбор невесты», «Золотой горшок»). В своих произведениях Гофман сближает фантастическое и реальное, добиваясь сочетания различных планов изображения. Такая разновидность фантастического предполагает возможность двойственного толкования событий, способствующую его качественному изменению: постепенно устраняется сам носитель фантастического; изменения претерпевают его функции и пр.
Готическую традицию фантастики развивает Э. А. По («Падение дома Ашеров», «Колодец и маятник»). Однако он же предвосхитил («История Артура Гордона Пима», «Низвержение в Мальстрем», «Необыкновенное приключение некоего Ганса Пфааля») появление новой отрасли фантастики — научной фантастики. Во многих своих произведениях Э. А. По прибегал к изображению научных подробностей, чтобы достичь эффекта правдоподобия.
Научно-фантастические (в терминологии Е. Н. Ковтун, рационально-фантастические) мотивы робко начинают проявляться и в творчестве других представителей романтизма. Научное у романтиков было призвано усилить фантастичность, зависело от неё:28 (в значительной мере образы разумных механических существ у романтиков формируются под влиянием традиций средневекового оккультизма, а также фольклорных преданий — например, о глиняном великане Големе, оживляемом с помощью магического манускрипта). Таким разумным механическим существом являются, в частности, Олимпия из «Песочного человека» Гофмана, чудовище из романа «Франкенштейн, или Современный Прометей» М. Шелли. В этих произведениях романтиков научные открытия несли деструктивный заряд, свидетельствуя о страхе перед наукой, ожидании негативных последствий научных изобретений:28.
В творчестве романтиков получает развитие принцип правдоподобия фантастики. Так, у Гофмана и многих других представителей романтизма в каждом фантастическом произведении присутствуют два параллельно развивающихся плана — реальный и фантастический и почти обязательно присутствует реальная мотивировка фантастических событий, словно бы специально заготовленная для «неверующих» в фантастику:22. В качестве такой мотивировки могут выступать сон, слухи, сумасшествие, галлюцинации, сюжетная тайна:50. Но уже Эдгар По, не отказываясь от реальной мотивировки фантастических событий, стремится к созданию художественной иллюзии жизненности в фантастике. С этой целью он использовал художественный эффект сопереживания. Эдгар По мастерски применял такой приём, как художественная деталь, получивший развитие в фантастике в дальнейшем:22.
Попытку «оздоровить» влечение к фантастике как к «пропасти потустороннего» представляет «Фауст» Гёте; используя традиционно-фантастический мотив продажи души дьяволу, поэт обнаруживает тщету блужданий духа в сферах фантастического и в качестве окончательной ценности утверждает земную жизнедеятельность, преобразующую мир (то есть утопический идеал исключается из области фантастики и проецируется в будущее).
В России романтическая фантастика представлена в творчестве В. А. Жуковского, А. Погорельского, А. А. Бестужева-Марлинского, А. Ф. Вельтмана, М. Ю. Лермонтова, В. Ф. Одоевского, О. М. Сомова:19, А. К. Толстого. К фантастике обращались А. С. Пушкин («Руслан и Людмила», где особенно важен былинно-сказочный колорит фантазии) и Н. В. Гоголь, в ранних произведениях которого фантастические образы органично влиты в народно-поэтическую идеальную картину Украины («Страшная месть», «Вий»). Его петербургская фантастика («Нос», «Портрет», «Невский проспект»), крайне экономная, по-иному обусловлена общей картиной действительности, сгущённое изображение которой естественно порождает фантастические образы (как и в «Пиковой даме» Пушкина или в «Двойнике» Ф. М. Достоевского). В фантастических повестях Гоголя наблюдается переход от поэтики романтизма к поэтике реализма (переходной в этом смысле является, в частности, повесть «Вий»):44—46.
В романтической фантастике В. Ф. Одоевского присутствуют образцы научной фантастики в строгом смысле этого слова и философской фантастики:53, Одоевского можно считать пионером научной фантастики, причём не только в России: его утопия «4338 год. Петербургские письма» была опубликована за 22 года до первого романа Жюля Верна и через 22 года после романа «Франкенштейна, или Современный Прометей» М. Шелли, который порой считают началом современной фантастики.

### Фантастика в эпоху реализма и модернизма
В эпоху реализма фантастика опять оказалась на периферии литературы, хотя нередко привлекалась для сатирических и утопических целей (как в рассказах Достоевского «Бобок» и «Сон смешного человека»). В отличие от писателей-романтиков, в творчестве которых поэтика фантастического связана с удвоением мира, в творчестве писателей-реалистов фантастика сводится к отдельным мотивам и эпизодам либо играет роль подчёркнуто условного приёма, присутствует как своеобразный контекст повествования, придавая символический характер реалистическим образам (например, у М. Салтыкова-Щедрина):50.
В то же время осуществляется постепенный переход от старой системы фантастической образности к новой. В поле зрения фантастов попадают уже иные явления, чем те, что находились в центре внимания их предшественников: необычайные, странные явления, загадки природы и столь же удивительные создания рук и мысли человека, технические диковинки. Это повествование о необычном резко отличается от волшебной сказки и её образов и от сказочного повествования как такового, поскольку в сказочном повествовании создаётся адетерминированная модель действительности:225.
Так зарождается научная фантастика:225, которая в творчестве Жюля Верна («Пять недель на воздушном шаре», «Путешествие к центру Земли», «С Земли на Луну», «Двадцать тысяч льё под водой», «Таинственный остров», «Робур-Завоеватель») и Герберта Уэллса принципиально обособляется от общефантастической традиции; она рисует реальный мир, преображаемый наукой (к худу или к добру) и по-новому открывающийся взгляду исследователя. (Правда, развитие космической фантастики приводит к открытию новых миров, по неизбежности как-то соотносящихся с традиционно-сказочным, но это момент привходящий.)
В литературоведении отмечается связь между возникновением научной фантастики и фантастической традицией прошлых веков (Рабле, Свифтом, Вольтером, представителями романтизма и др.):8—9. Так, применявшийся Свифтом приём «додумывания» до конца фантастической ситуации был развит позднее в творчестве Уэллса, но уже в рамках эстетических принципов реалистического искусства, и стал основой создания художественной иллюзии правдоподобия в фантастике. Сатира Свифта показывает явное органическое родство, а нередко и идентичность сатирических и фантастических приёмов изображения действительности:16.

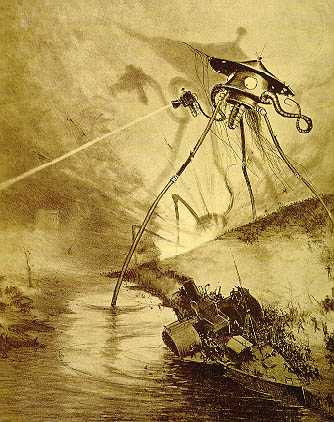
«Война миров» Герберта Уэллса — классика научной фантастики

Высказывалось утверждение (Е. Н. Ковтун), что произведения Ж. Верна и Г. Уэллса — это два различных течения рациональной фантастики: научная (Ж. Верн) и социально-философская (Г. Уэллс). Научность в системе фантастической образности Ж. Верна и Г. Уэллса играет принципиально разную роль: для Жюля Верна наука была содержанием его произведений, пропаганда и популяризация науки — целью его фантастики, в творчестве же Уэллса наука — один из художественно-эстетических компонентов создаваемой средствами фантастики картины современного мира:202, Уэллс стремился к осмыслению важных социально-нравственных и политико-философских проблем современности. Отсюда и различие в форме выражения: Жюль Верн обратился к жанру романа-путешествия, приключенческого романа, Уэллс же — к научно-фантастическому роману с социально-философской проблематикой. Научность произведений Уэллса в значительной мере условна, характерно не столько научное обоснование фантастических допущений, сколько лишь внешнее наукообразие, а правдоподобие достигается с помощью художественной иллюзии:133. С Уэллса начался продолжившийся в XX веке процесс эстетического освоения фантастикой современного научного знания:202 и процесс стирания грани между чистой литературной фантастикой (как, например, у Свифта, Гофмана) и строго научной фантастикой (в духе Жюля Верна). Традиция Уэллса оказалась более действенной и глубокой по сравнению с традицией Жюля Верна, поскольку в большей мере соответствует природе художественного мышления.
В своей фантастической прозе Уэллс стремился к как можно более тесной связи с жизнью — это касается не только постановки сложных проблем современной действительности, но и художественного симбиоза приёмов фантастического ви́дения и средств реалистической изобразительности. В фантастике Уэллса социальная утопия оригинально сочетается с философской аллегорией и социально-политической сатирой:32. Именно в фантастике Уэллса впервые возникает и получает разработку ситуация, характерная для гораздо более поздней НФ: обыкновенный человек в фантастических обстоятельствах, — и намечаются изобразительные возможности такой ситуации: социальные, психологические, философские:40. Уэллс стремился продумывать до конца возможные следствия вторжения фантастического в реальную жизнь, все его реальные проявления. Фантастическое, проявляя себя в реальных обстоятельствах, определённым образом реагирует на те обстоятельства, с которыми сочетается, подчинено определённой логике развития. Благодаря этому фантастика наделяется всеми признаками реальности. Возникающее у читателя ощущение невероятности отступает на задний план, сглаживается реальной, обыденной последовательностью событий:50—51.
Благодаря обращению Уэллса к художественному опыту реалистической литературы реализм возродил фантастику — по выражению литературоведа Н. И. Чёрной, «влил кровь в её жилы». Это обращение позволило Уэллсу использовать чрезвычайно богатую систему средств создания художественной иллюзии реальности и предоставило ему тот конкретный жизненный материал, на основе которого фантастика совершает свои обобщения:55.
Последователями Жюля Верна являлись К. Фламмарион, А. Лори. В философской эпопее Э. Бульвер-Литтона «Грядущая раса» и приключенческой фантастике Г. Р. Хаггарда («Копи царя Соломона», «Она») присутствует синтез научного и магического (сакрального) знания. Повесть Р. Л. Стивенсона «Странная история доктора Джекила и мистера Хайда» содержит исследование глубин человеческой психики. К фантастике географических открытий относится «Затерянный мир» А. Конан Дойла).
На рубеже XIX—XX веков активизировалась утопия, в значительной степени ещё в форме социологического трактата, лишь с небольшим добавлением беллетристики (У. Моррис, Э. Беллами, Э. Бульвер-Литтон, Т. Герцка, К. Лассвиц), однако уже проявляющая интерес к фантастической посылке и негативным моделям развития социума. Мотивы и образы научной фантастики продолжают развиваться в произведениях Э. Хейла, Д. Эстора, А. Богданова и ряда менее известных авторов.
Также происходит расцвет мистической и сверхъестественной фантастики в творчестве представителей модернизма. К этому времени относятся такие произведения, как «Портрет Дориана Грея» О. Уайльда, «Дракула» Б. Стокера. Фантастика присутствует в произведениях неоромантиков (Р. Л. Стивенсон), декадентов (М. Швоб, Ф. Сологуб), символистов (М. Метерлинк, А. А. Блок), экспрессионистов (фантастический гротеск в произведениях писателей пражской немецкой школы — Ф. Кафки, Г. Мейринка), сюрреалистов (Г. Казак, Э. Крёйдер). Фэнтезийные сюжеты и образы заимствуют и переосмысляют авторы-сатирики (А. Франс, Б. Шоу).
К классикам «ужасной» фантастики относятся Э. Блэквуд, Г. Лавкрафт. Зарождение эпической фэнтези происходит в прозаических циклах Лорда Дансени (Э. Планкетта).
Литературная сказка во второй половине XIX — начале XX века эволюционирует в творчестве Л. Кэрролла, Д. Барри, Л. Ф. Баума, М. Метерлинка. Развитие детской литературы порождает новый облик фантастического мира — мир игрушечный: у К. Коллоди, А. Милна, К. Чуковского.
В русской литературе начала XX века научно-фантастические и мистические мотивы присутствуют в творчестве А. Куприна, В. Брюсова, Л. Андреева, Ф. Сологуба. К фантастике относится марсианская дилогия А. Богданова («Красная звезда», «Инженер Мэнни»).
Американская исследовательница Аниджита Банерджи, рассматривая русское общество как литературоцентрическое, считала, что модель глобальной модернизации сложилась в общественном сознании ещё в XIX веке и в этом плане именно «фантастика сделала русских современными людьми». Проблемам русской фантастики и утопии был посвящён тематический выпуск журнала «Slavic Studies» (2013).

### XX—XXI века

#### Первая половина XX века. Формирование НФ и других систем фантастической образности
Первая половина XX века ознаменовалась началом расцвета научной фантастики. Новая система фантастической образности складывалась медленно и постепенно, её формирование относится к концу XIX — XX веку. Подобной системы фантастических образов не возникло ни вследствие научной революции XVII столетия, ни в XVIII, ни в первой половине XIX столетия, хотя успехи науки постепенно готовили её возникновение и хотя научные фантасты иногда появлялись и до XIX века:293. К предтечам научной фантастики относят Лукиана, Сирано де Бержерака:293, Томаса Мора, Томмазо Кампанеллу, Фрэнсиса Бэкона, Рабле, Свифта, Вольтера, представителей романтизма (Гофмана, По и др.):8—9, натурфилософские эссе эпохи Просвещения:289. Также к «предкам» научной фантастики относят утопию, миф, сказку, басню:289, получившие распространение в средние века космографии, религиозные легенды, суеверные фольклорные рассказы о сверхъестественных явлениях и чудесах:153.
Научная фантастика сформировалась под влиянием фантастической традиции предыдущих столетий и является развитием и продолжением в новых условиях специфической фантастической формы художественного ви́дения и осознания действительности:8—9, что свидетельствует о непрерывности традиции развития форм фантастической образности в литературе:221. Однако никто из фантастов прежних эпох не смог создать новой системы образности — она возникла тогда, когда пришло время ей родиться:293.
Долгое время в научной фантастике XX века сосуществовали две тенденции, сформировавшиеся под влиянием её основоположников: уэллсовская и жюльверновская. Последнюю можно также назвать познавательной, популяризаторской фантастикой:167—168, а уэллсовскую тенденцию иногда рассматривают отдельно от НФ, называя её социально-философской фантастикой. Именно уэллсовской тенденции научная фантастика обязана наибольшими художественными успехами и достижениями, хотя количественно (число авторов и выпускаемой литературной продукции) жюльверновская тенденция преобладала:167.
В США благодаря усилиям Х. Гернсбека и его последователей с середины 1920-х годов начинают публиковаться посвящённые научной фантастике журналы (первый из которых — Amazing Stories), возникают объединения поклонников НФ (Лига научной фантастики). В 1930-е годы в американской НФ преобладает массовая приключенческая фантастика с формальным «научным» антуражем (Э. Гамильтон, Э. Берроуз, Э. Э. «Док» Смит, Р. Говард), в которой элементы детектива, боевика и вестерна сочетаются с техническими прогнозами. В 1930-е годы на Западе достигла расцвета космическая опера, в которой невероятные приключения переносятся в межпланетные просторы.
Критик Евгений Харитонов, не отрицая заслуг Гернсбека перед фантастикой, отмечал и его негативную роль: будучи инженером по образованию, Гернсбек полагал, что цели НФ должны сводиться к предвосхищению будущих чудес прогресса и что НФ должна быть обособлена от остальной литературы, и в результате его усилий фантастика (любая, а не только ее научно-прогностическая ветвь) на длительное время оказалась загнана в «литературное гетто», оказавшись на полках низкопробной литературы.
Несмотря на то, что в 1920—1930-е годы в Европе и США на первом плане оказалась фантастика «звёздных войн» и «мыльных опер», традиция социально-философской фантастики сохранялась — в связи с этим можно вспомнить романы А. Н. Толстого и К. Чапека, эпопею О. Стэплдона: произведения, заложившие основу для расцвета научной и социально-философской фантастики 1950—1960-х годов. Повести М. А. Булгакова «Роковые яйца» и «Собачье сердце» относят то к жанру сатирической научно-фантастической повести, то к сатирико-фантастическим произведениям:70. Познавательная, популяризаторская фантастика (представителями которой в СССР были В. Обручев, К. Циолковский, А. Беляев, в какой-то мере И. Ефремов) постепенно перешла в ведение детской и подростковой литературы, и её место заняла научная фантастика подлинно художественная, социально-философская:168.
В США стараниями редакторов ведущих журналов научной фантастики (Д. Кэмпбелл, Г. Голд, Э. Баучер) с начала 1940-х годов осуществляется «поворот к человеку», происходит усиление социально-критических мотивов. Вокруг журнала Astounding Science Fiction происходит сплочение нового поколения англоязычных фантастов. В 1930–1950-е годы в американскую научную фантастику приходит поколение «классиков жанра»: А. Азимов, Г. Каттнер, К. Саймак, Р. Хайнлайн, Т. Старджон, Р. Брэдбери, Г. Гаррисон, Ф. Пол, П. Андерсон, Р. Шекли, Ф. Герберт. Это поколение предопределило расцвет НФ в 1950-е годы. Военное и послевоенное десятилетие называют, как правило, «золотым веком» американской научной фантастики. «Золотой век» стал источником многих научно-технических фантастических образов и мотивов, в дальнейшем активно используемых фантастами:64.
Учреждаются литературные премии за лучшие фантастические произведения. К ведущим американским периодическим изданиям относятся журналы Galaxy, The Magazine of Fantasy and Science Fiction.
Ведущими английскими авторами научной фантастики являются А. Кларк, Дж. Уиндем. Английский социально-философский и утопический (антиутопический) роман представлен именами О. Стэплдона, О. Хаксли, Дж. Оруэлла.
В целом, хотя вторичная условность как литературное явление была распространена и в предыдущие столетия, полное раскрытие таящихся в ней художественных возможностей произошло лишь в XX веке. Именно в XX столетии — вернее, в первой его половине — сложилась целая система различных типов и форм условности. Согласно Е. Н. Ковтун (1993), к ним относятся:
- Научная фантастика.
- Социально-философская фантастика.
- Утопия и антиутопия (Г. Уэллс, О. Хаксли, Е. Замятин, Дж. Оруэлл).
- «Готическая», или мистико-философская фантастика (Г. Майринк, Г. Эверс, Г. Лавкрафт, русские символисты). В какой-то мере сюда же можно отнести и более светлые по эмоциональной тональности произведения А. Грина, «Мастера и Маргариту» М. Булгакова.
- Мифологические романы (Т. Манн «Иосиф и его братья»; латиноамериканская проза, в том числе Гарсиа Маркес).
- Обновление традиции литературной сказки: психологическая драма (Е. Шварц), псевдогероический эпос (Дж. Р. Р. Толкин и К. С. Льюис), сочетание сказочной структуры и детективно-фантастического повествования (К. Чапек).

К фантастике в строгом смысле этого слова Е. Н. Ковтун не относит мифологическую прозу и литературную сказку, рассматривая их как формы вторичной условности, а не фантастики. Как близкие к фантастике Ковтун рассматривает также сатирическую условность и философскую условность.
Плодотворным является синтез различных типов условности, каждому из которых присущи свои преимущества. К примерам такого синтеза относятся «Мастер и Маргарита» Булгакова (объединение сатиры и фэнтези, мифа и философской условности), «Война с саламандрами» К. Чапека (научная фантастика, фэнтези, сатира и притча), творчество Р. Брэдбери (научная фантастика, фэнтези и притча), рассказы о Хогбенах Г. Каттнера (научная фантастика, фэнтези и сатирическая условность), «Космическая трилогия» К. С. Льюиса (научная фантастика, фэнтези и миф), «Хроники Нарнии» К. С. Льюиса, цикл о Мэри Поппинс П. Трэверс, «Маленький принц» А. де Сент-Экзюпери, драматургия Е. Шварца (во всех четырёх случаях — взаимодействие волшебной сказки, фэнтези и притчи). Наиболее близкие типы условности отделить друг от друга нелегко (например, сложно отличить миф и сказку в их обновлённом виде, порой бывает сложно различить даже НФ и фэнтези, и т. п.), поэтому, как отмечает Е. Н. Ковтун, предлагаемая ею классификация условна, а границы между типами вымысла изменчивы и трудны для описания.

#### Вторая половина XX века. Новые направления фантастики
В 1960—1970-е годы в научной фантастике США и Великобритании возникла «новая волна». Применительно к фантастической литературе этот термин первым использовал Кристофер Прист — до Приста термин означал направление в кинематографе Франции, характеризующееся новаторством и стилевыми экспериментами. В Великобритании представителями «новой волны» фантастики были Майкл Муркок, Брайан Олдисс, Джон Браннер, Джеймс Баллард, Кристофер Прист и др., в США — Роберт Силверберг, Филип Фармер, Джоанна Расс, Роджер Желязны, Филип Дик, Урсула Ле Гуин и др. Началась «новая волна» с выхода под редакцией М. Муркока номера журнала New Worlds за май — июнь 1964 год, на первой полосе которого была опубликована статья «Новая литература космической эры» Муркока — своеобразный манифест «новой волны». Для этого литературного направления характерны были экспериментальность, отдаление от канонических тем и штампов научной фантастики, интерес к «внутреннему космосу», психологизму, характерам персонажей, сложностям и проблемам жизни двадцатого столетия. Основное внимание уделялось изображению не изобретений и техники, а их влияния на жизнь человека:65
Во второй половине XX века авторы НФ испытывают разочарование в отношении прогресса, поэтому всё чаще в антураже НФ публикуются антиутопии-предупреждения, социальная сатира. Психологические и социальные драмы лежат в основе фантастики писателей третьей четверти XX века: Р. Брэдбери, Ф. Герберта, Ф. К. Дика, А. Азимова, Р. Хайнлайна, К. Саймака. В цикле об Эндере О. С. Карда присутствуют религиозные мотивы. К фантастике планетарных катастроф относятся произведения Дж. Уиндема, Р. Мерля, У. Миллера.
К философско-сатирической фантастике, наследующей традиции Свифта и Вольтера, относятся «Звёздные дневники Ийона Тихого» и «Кибериада» С. Лема, цикл рассказов Г. Каттнера о Хогбенах, памфлет Р. Уормсера «Пан Сатирус», повесть А. и Б. Стругацких «Понедельник начинается в субботу», рассказы И. Варшавского и К. Булычёва. Научная фантастика дала новую жизнь философской сатире, так как для той нужен «взгляд со стороны», возможность взгляда на человека и человечество с остранённой, необычной точки зрения, подобной взгляду вольтеровского Микромегаса или свифтовских гуигнгнмов:38.
Произведения, относящиеся к космической опере, первоначально были лишь развлекательными, и с термином «космическая опера» связывались негативные коннотации. Однако постепенно этот жанр освоили представители серьёзной научной фантастики (У. Ле Гуин, Ф. Герберт, Г. Гаррисон и др.), что сделало космическую оперу более респектабельным жанром. В относящихся к ней произведениях сочетаются безудержная фантастика и архаика: феодализм, огромные космические корабли, ядерные технологии, жалкие лачуги с грязными улицами. 
В советской фантастике 1970—1980-х годов наблюдался уход авторов от глобальных социальных вопросов и сюжетных схем планетарных утопий в сферу «вечных» философских проблем (примеры — повести Стругацких «Пикник на обочине», 1973; «Жук в муравейнике», 1979; «За миллиард лет до конца света», 1984). Названные произведения по своей проблематике и художественной форме близки к притче, социально-психологическому или философскому роману. В то же время в фантастике последних десятилетий советского времени возросла роль иронии и гротеска, сатиры на современность, скрытых нападок на официальные догмы. Так, в повестях Стругацких «Улитка на склоне», «Второе нашествие марсиан», «Гадкие лебеди», романе «Град обреченный» наряду с философичностью ощутима социально-критическая направленность: в них присутствуют темы взаимоотношений интеллигенции и власти, свободы творчества в условиях диктатуры, губительной для общества бюрократии и др.
Ю. С. Черняховская выделяла в советской фантастике три художественно-философских течения «научно-технического романтизма», знаковыми представителями которых являлись братья Стругацкие (социально-политический сциентизм), А. П. Казанцев (гуманистический технократизм), И. А. Ефремов (антропологический оптимизм). В статье Софии Хаги современная фантастика (включая антиутопическую) выстраивается как отталкивающаяся от творчества Стругацких и находящаяся с ними в постоянном диалоге.
Жанр юмористической фантастики развился во второй половине XX века. Признанный мастер таких произведений — Р. Шекли, например «Кое-что задаром», «Рейс молочного фургона», «Билет на планету Транай». Всё чаще используются гротеск, парадокс, травести, самые различные оттенки юмора. Фантастический приём создаёт немало возможностей для игровых решений, применяющихся всё чаще — особенно в произведениях, в основе сюжета которых лежит контакт с внеземными цивилизациями (один из примеров — цикл рассказов К. Булычёва «Пришельцы в Гусляре»). В игровой фантастике такой банальный антураж НФ, как звездолёты, необыкновенные планеты и удивительные пришельцы, стал применяться как своего рода «правила игры»:39.
Влияние гуманитарных наук на фантастику проявилось прежде всего в многообразии историко-культурного моделирования. Использование неканонических, маргинальных исторических подходов в фантастике проистекает, по-видимому, из кризиса исторической науки и прежних научных представлений об истории. К таким подходам в фантастике относятся альтернативная история, криптоистория и псевдоистория. В рамках альтернативной истории писатели демонстрируют возможные, нереализованные пути развития общества — например, изменение исхода Второй мировой войны (как в романе Ф. Дика «Человек в высоком замке»):33—34. Примеры альтернативной истории — В. Аксёнов «Остров Крым», Л. Вершинин «Первый год республики», В. Звягинцев «Одиссей покидает Итаку», Б. Штерн «Эфиоп»:70.
Под криптоисторией подразумевается документально не подтверждённый взгляд на исторические события как на следствие действия тех или иных сил: представителей сверхъестественного мира, пришельцев с других планет либо же членов тайных политических или религиозных обществ (например, в романе А. Лазарчука, М. Успенского «Посмотри в глаза чудовищ» такой силой является древняя ящерообразная раса):34. К криптоистории можно отнести все романы, в которых описание ключевых исторических событий, их последовательность и результаты не отличаются от данных, приводимых в учебниках истории, но объяснены причинами заведомо фантастическими:16.
К псевдоистории относятся исторические труды и основанная на них художественная литература, где присутствуют рассуждения, противоречащие официальной версии истории или не находящие достаточных научных подтверждений и потому не признаваемые в академической сфере (например, тематика Атлантиды — как в романе «Очень далёкий Тартесс» Е. Войскунского, И. Лукодьянова):34.
Хронофантастика, в которой повествуется о путешествиях во времени, берёт свое начало от Г. Уэллса («Машина времени»). Это направление получило развитие в произведениях Р. Брэдбери («И грянул гром»), Дж. Финнея («Меж двух времён»), Г. Гаррисона («Фантастическая сага», «Восстание во времени»), П. Андерсона («Патруль времени»), Э. Нортон («Перекрёстки времени»).
В апокалиптической и постапокалиптической фантастике повествуется о событиях, происходящих во время планетарной катастрофы (столкновения с метеоритом, ядерной войны, эпидемии и т. п.) либо вскоре после неё. Угроза ядерной войны в середине ХХ столетия привела к появлению многих литературных произведений и популярных фильмов о человечестве, выживающем в очень трудных условиях (радиация, мутанты, нехватка продовольствия, воды, энергии).
Вторая половина XX века переживает бум фэнтези, для которой характерна художественная реконструкция верований, бывших актуальными для человечества на более раннем этапе религиозного развития, или создание имитативной мифологической модели мира:36. Вослед Р. И. Говарду и Дж. Р. Р. Толкину появляется множество писателей, чьё творчество основано на мифологии, средневековой романтике. Это Урсула Ле Гуин, Пол Андерсон, Роджер Желязны, Майкл Муркок, А. Нортон, Р. Асприн, Ф. Лейбер и др. Особенно популярна среди авторов фэнтези скандинавская мифология, которую использовал, в частности, Дж. Р. Р. Толкин. Как отмечает литературовед доктор филологических наук Е. В. Жаринов, У. Ле Гуин обращалась в своём творчестве к китайской мифологии, Р. Желязны и Дж. Вулф — к египетской, индийской и североамериканской, М. Стюарт, М. З. Брэдли и Р. Фэйст использовали кельтские мифологемы:36—37.

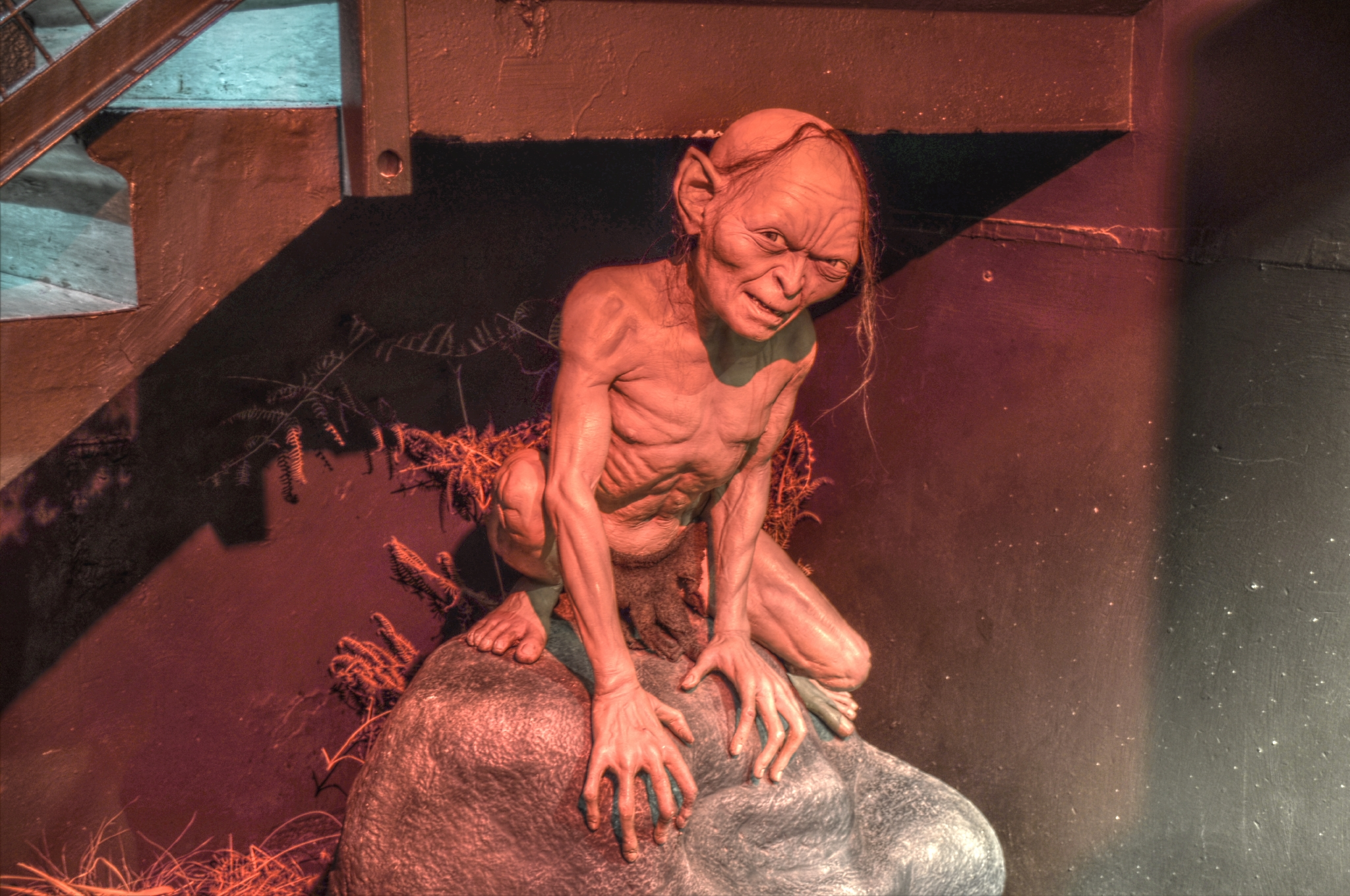
Восковая фигура Голлума, персонажа книг Джона Толкина

В 1954 году впервые публикуется эпопея «Властелин колец» Дж. Р. Р. Толкина, профессора Оксфордского университета, специалиста по скандинавской мифологии, который в своём творчестве использовал материал, являвшийся предметом его научных изысканий. При чтении его эпопеи вымышленный мир, созданный Толкином, поражает огромным количеством ассоциаций. Писатель опирается на богатую литературную традицию, заимствуя и изменяя многие мотивы и образы эпических литературных памятников. В частности, название толкиновского Средиземья вызывает в памяти скандинавский Мидгард — срединную землю между верхним и нижним мирами. Творчество Толкина легло в основу кинематографических, театральных, живописных произведений:36—37.
«Классическое» фэнтези сформировалось в 1960-е годы, в значительной мере под влиянием романов Р. Говарда о Конане-варваре, и, заимствуя у Толкина такой признак, как наличие философской основы, заимствовало у Говарда авантюрный сюжет. Представители «классического» фэнтези — М. Муркок, А. Нортон, Ф. Лейбер, У. Ле Гуин, Ф. Фармер, Г. Кук, Э. Гамильтон, Ф. Герберт, К. Куртц, А. Сапковский, Р. Шекли, Р. Желязны:63. В середине XX века в Европе и Америке благодаря влиянию романов фэнтези появляется новая молодёжная субкультура — движение «ролевиков», участники которого проводят «игры» — многодневные спектакли без зрителей на мифологические, исторические и литературно-фантастические фэнтезийные сюжеты.
В конце 1960-х годов появилось также научное фэнтези, представляющее собой сплав НФ и фэнтези в классическом его понимании. В рамках этого направления законы магии и наличие волшебных артефактов получают научное объяснение. Представители научного фэнтези — М. Суэнвик «Дочь железного дракона», Н. О'Донохью «Перекрёсток», К. Черри «Моргейн»:63.
Юмористическое фэнтези представляет собой самостоятельную разновидность юмористической фантастики. К нему относятся два подвида: «собственно юмористическое» фэнтези (Р. Асприн «Мир воров», Г. Рэндал «Слишком много волшебников») и пародии (Г. Берд, Д. Кенни «Холестерин колец»). Между собой эти два подвида различаются степенью отрицания: «собственно юмористическое» фэнтези — сомнение и добрая улыбка, пародия — грубое отрицание волшебства:64.
В СССР из-за негласного запрета на публикации фэнтезийных произведений писатели нередко были вынуждены маскировать фэнтези под «фантастику для детей» или «сказочно-фантастическую прозу». К произведениям, где присутствует «волшебный» взгляд на мир, относятся романы В. Крапивина и К. Булычёва. Другой вариант — маскировка фэнтези под научную фантастику, что характерно для ряда произведений, в том числе романа В. Орлова «Альтист Данилов». К предфэнтези известный критик Д. Володихин относит тексты О. Ларионовой, Л. Козинец и некоторых менее известных авторов.
Кроме фэнтези, опирающейся на традиционную мифологию, в мировой фантастике выделяют также суеверную (неомифологическую) фантастику, использующую не отжившие мифологические образы, а образы «живой» современной мифологии. К разновидностям такой фантастики литературовед и культуролог Августа Ройфе относит квазирелигиозную фантастику (в которой присутствуют образы различных сверхъестественных существ, так или иначе связанных с существующей религиозной — в основном христианской — картиной мира: примеры — роман «Ребёнок Розмари» А. Левина, по которому Р. Полански был снят одноимённый фильм; роман «Изгоняющий дьявола» У. Блэтти, одноимённую экранизацию которого снял У. Фридкин), паранормальную фантастику (мотивы присутствия у человека сверхъестественных способностей — предвидения, телепортации, телекинеза и др.: примеры — творчество С. Кинга, Дж. Роулинг; фильм «Люди Икс»), уфологическую фантастику (в которой изображаются пришельцы с других планет: например, фильмы «День независимости», «Инопланетянин») и криптозоологическую (например, фильмы «Парк юрского периода», «Парк юрского периода: Затерянный мир» и др.):38—39.
Новым направлением фантастики является киберпанк, возникший в 1980-е годы. Его создателями считаются У. Гибсон («Нейромант», «Граф Ноль», «Мона Лиза overdrive»), Б. Стерлинг («Искусственное дитя», «Шизматрица», «Острова в Сети»), Р. Рюкер («Программное обеспечение»). В рамках этого направления затрагиваются проблемы соотношения человеческого и машинного разума, человеческой личности в виртуальном мире:506. Обычно в киберпанке описывается мир дистопии недалёкого будущего, где присутствует высокое технологическое развитие, информационные технологии и кибернетика, конфликты между хакерами, искусственным интеллектом и сверхкрупными корпорациями. Мир киберпанка характеризуется формулой «High tech. Low life» («Высокие технологии, низкий уровень жизни»), причём низкий уровень жизни подразумевает не только бедность, но и незащищённость, бесправие, бесперспективность. К элементам киберпанка относятся киберпространство, виртуальная реальность, киборги, биороботы, городские трущобы в постапокалиптическом стиле, мафия, кибертерроризм. Российские представители киберпанка — Сергей Лукьяненко, Владимир Васильев, Александр Тюрин.
Киберпанк дал толчок развитию паропанка (стимпанка), в рамках которого действие обычно происходит в XIX веке, присутствуют паровые машины и описывается викторианское общество. Два культовых произведения паропанка — «Врата Анубиса» Тима Пауэрса и цикл «Приключения в Лондоне» Джеймса Блейлока.
Синтез различных жанров привёл к появлению магического реализма, один из основоположников которого — лауреат Нобелевской премии по литературе Габриэль Гарсиа Маркес. Его «Сто лет одиночества» — высокохудожественное полотно, в котором события, казалось бы, тривиальные поданы с начинкой нереального, невероятного. К магическому реализму относится и роман «Дети полуночи» Салмана Рушди, получивший множество различных премий. Магический реализм появился в разных странах в разное время и в некоторых случаях получил национальные названия — так, в украинской литературе это «химерна проза» (буквально — причудливая проза).
В XX веке фантастика перестаёт быть чисто литературным жанром. Фантастические фильмы начали снимать ещё в самом начале XX века («Путешествие на Луну», 1902). Во второй половине века наступает расцвет кинофантастики. Новейшие технологии позволили воплотить на экране то, что прежде было недоступно: фантастическую технику, вымышленных существ, декорации других миров. Особого размаха кино- и телефантастика достигает в США, где снимаются известные фильмы, такие как «Космическая одиссея 2001 года», «Бегущий по лезвию», «Чужой», «Звёздный десант», «Терминатор», «Пятый элемент», «Матрица»; а ряд произведений вырастает в медиафраншизы, например «Звёздные войны», «Звёздный путь», «Звёздный крейсер „Галактика“», «Звёздные врата». В жанре кинофантастики прославились такие режиссёры и продюсеры, как Дж. Кэмерон, С. Спилберг, П. Джексон, Дж. Лукас, Т. Бёртон, Р. Скотт, П. Верховен и Дж. Карпентер. Параллельно с массовой кинофантастикой существует кинофантастика элитарная, экспериментальная, например фильмы А. Тарковского, С. Кубрика, Т. Гиллиама.
Комикс становится ещё одной популярной формой фантастики, особенно в США, Франции, Японии. Поначалу это развлекательные комиксы о супергероях, таких как Супермен, Бэтмен, Человек-паук, Фантастическая четвёрка. Во второй половине XX века появляются и более серьёзные работы таких комиксистов, как А. Мур, Ф. Миллер, М. Миллар, Н. Гейман в США, Ж. Жиро, А. Ходоровски, Э.Билал во Франции.

#### Конец XX — начало XXI века. Массовая популярность и постмодернизм
На рубеже веков по-новому интерпретируются традиционные проблемы научной фантастики, такие как контакт с инопланетным разумом («Ложная слепота» П. Уоттса), путешествия во времени («Жена путешественника во времени» О. Ниффенеггер). Тема космического будущего человечества находит освещение в «Гиперионе» Д. Симмонса, «Пламени над бездной» В. Винджа. Традиции киберпанка продолжаются в творчестве Н. Стивенсона («Лавина», «Алмазный век»). Формируется эстетика стимпанка («Дифференциальный исчислитель» У. Гибсона и Б. Стерлинга). К «контркультурной» фантастике относится творчество Ч. Паланика. Представителем «технофэнтези» является М. Суэнвик («Дочь железного дракона»). Существенное внимание западная научная фантастика рубежа веков уделяет новейшим технологиям, в частности нанотехнологиям, кибернетике, генетике и др., стремясь предвидеть, как они повлияют на тело и душу человека, — иными словами, процессы эволюции научной фантастики, введения новых образов, мотивов и тем продолжаются:68.
Публикуются циклы приключенческой фантастики (Г. Кук, Т. Пратчетт, Дж. Мартин, Г. Киз, Р. Сальваторе, Д. Вебер, Л. Буджолд, Р. Хобб). Фэнтезийная эпопея Джорджа Мартина «Песнь льда и огня», «Ведьмак» Анджея Сапковского, серия книг о Плоском мире Терри Пратчетта и некоторые другие фэнтезийные тексты не только пользуются популярностью у широкой читательской аудитории и повысили рейтинги фантастики, но и позволяют говорить об особенной роли, которую литература фэнтези играет в культурном процессе.
Популярна подростковая и юношеская фантастика (творчество С. Вестерфельда, Ф. Пулмана, Дж. Страуда, С. Майер, С. Коллинз, Л. Кейт). Традиции фэнтези и волшебной сказки объединяются в романах Дж. Роулинг о Гарри Поттере.
К представителям западноевропейской фантастики относятся Ю. Линдквист, Б. Вебер, С. Томас, Д. Сваллоу, Дж. Аберкромби, Н. Гейман, Д. Уитборн и др. В 1990-е годы возникают новые самобытные школы фантастов в Канаде, Австралии, Франции, Германии, Испании:506.
Изменившаяся действительность (падение престижа научного знания в бывших социалистических странах, мистические настроения «конца тысячелетия» и др.) оказывает влияние на законы существования вымысла. Безраздельно господствовавшая в странах социалистического лагеря научная фантастика в постсоветское время утрачивает популярность, возникает восточноевропейский вариант фэнтези. Первые русскоязычные образцы «классической» фэнтези — «Оборотень» Н. Ютанова, «Альбом Идиота» А. Столярова, «Белая Дорога» С. Вартанова, некоторые рассказы С. Логинова. Далее выходят романы Г. Л. Олди, произведения Н. Перумова («Нисхождение Тьмы, или 300 лет спустя», «Летописи Хьёрварда» и др.), роман Е. Хаецкой «Меч и Радуга», роман С. Логинова «Многорукий бог далайна», книга М. Успенского «Там, где нас нет», «Волкодав» М. Семёновой, «Чёрная книга Арды» Ниэннах и Иллет (Н. Васильевой и Н. Некрасовой), «Люс-а-Гард» Д. Трускиновской, «Катали мы ваше солнце» Е. Лукина, произведения М. и С. Дяченко, А. Валентинова, А. Зорича, М. Фрая, В. Камши.
Русскоязычные образцы научной фантастики — произведения Г. Л. Олди («Ойкумена»), М. и С. Дяченко («Vita Nostra»), А. Зорича («Дети Онегина и Татьяны»), С. Лукьяненко («Геном»), Л. Каганова («Харизма»), Мерси Шелли («2048») и др. Для произведений этих писателей характерны психологизм и углубление в научный и философский дискурсы. Активно заимствуются субжанры западной фантастики, в частности нанопанк, биопанк и т. п.:69
В ряде произведений русской фантастики присутствует и существенно изменяется по сравнению с советским временем социально-философская проблематика (например, в романах О. Дивова, А. Лазарчука, М. и С. Дяченко). Юмористическая фантастика представлена в первую очередь произведениями М. Успенского. Сатирические аллюзии присутствуют в «Баклужинском цикле» Е. Лукина. Примечательны литературные мистификации Макса Фрая, Хольма ван Зайчика. К представителям остросюжетной фантастики относятся В. Головачёв, В. Панов, Д. Глуховский. Для творчества А. Столярова, В. Рыбакова, С. Лукьяненко характерно художественное экспериментирование.
Для российской постсоветской фантастической литературы характерны такие особенности, как появление волны ранее запрещённых публикаций, подражание западным писателям-фантастам, усиление приключенческого элемента, усиление жанровой дифференциации фантастических текстов, снижение интереса к научной проблематике, изменение трактовок и оценок путей развития общества, расхождение «элитарной» и «массовой» фантастики, формирование субкультуры фантастики (наличие специализированной критики, периодики, конвентов, премий), наличие интернет-сегмента фантастики, существование мультимедийных фантастических проектов, включающих литературный компонент. Нередко фантастические миры создаются как комплексные проекты, которые включают в себя бумажные книги, электронные и аудиокниги, коллективные сетевые гипертексты, новеллизации киноверсий, интерактивные игры, анимацию, специализированные сайты и др.

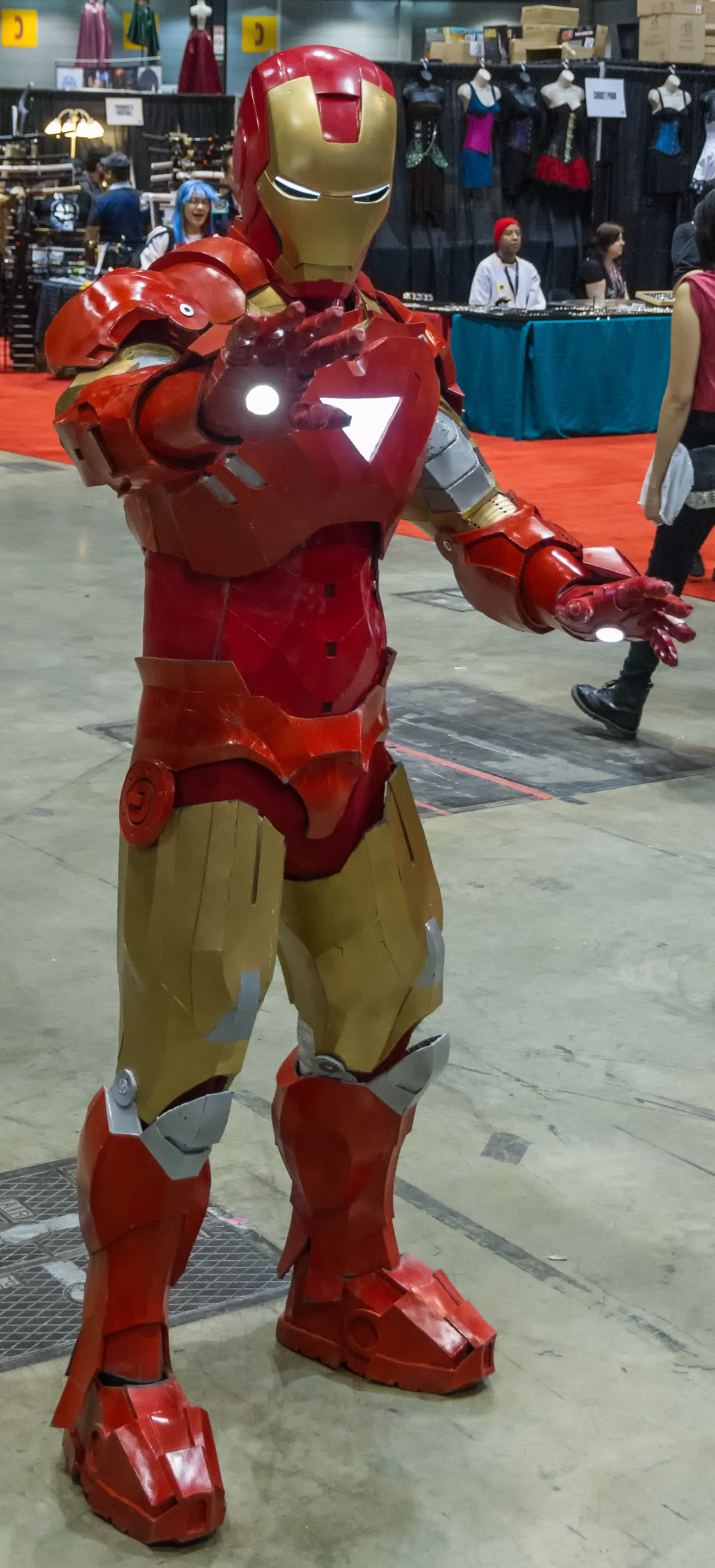
Бронированный летающий костюм Железного человека (косплей)

В конце XX и начале XXI века фантастика существенно коммерциализируется. В Европе и Америке появляются настольные игры с фантастическими сюжетами (к примеру, «Magic: The Gathering»), компьютерные игры. Конец XX века — эпоха возникновения компьютерных игр, а начало XXI века — их расцвета. В огромном количестве игр сюжет строится на основе фантастики — почти в любой игре жанра RPG, значительной части стратегий, шутеров, квестов. Фантастические вселенные — часть популярной культуры, воплощающаяся в литературе, кино, играх, комиксах. Многие игры основаны на вселенных, по которым созданы также книги, фильмы, настольные игры, комиксы, например Star Wars, Warhammer, Forgotten Realms и Warcraft.
В начале XXI века переживает взлёт популярности жанр супергероики. Фантастические фильмы, основанные на комиксах Marvel и DC Comics о супергероях, выходят каждый год. Они варьируются от чисто развлекательных до относительно серьёзных и уже имеющих художественную ценность; так, фильм «Логан» был номинирован на «Оскар» за лучший сценарий, а Хит Леджер получил «Оскар» за роль Джокера в фильме «Тёмный рыцарь». Особую популярность имеют фильмы киновселенной Marvel о таких героях, как Железный человек, сочетающие черты супергероики, научной фантастики, фэнтези и комедии.
Научная фантастика в начале XXI века пронизывает все виды искусства — не только литературу и кинематограф, но и музыку, изобразительное искусство. Научно-фантастическая литература образовала отдельную субкультуру — клубы любителей фантастики, систему конференций, форумов, журналов, символики; разнообразную самодеятельность; множество интернет-сообществ. Важная составляющая фантастики как социального явления — движение ролевиков, которое, начавшись как клуб любителей творчества Дж. Р. Р. Толкина, очень быстро расширило сферу своих интересов, основывая сценарии ролевых игр на сюжетах русской и зарубежной фэнтези, киберпанка, научной фантастики, а также прибегая к реконструкции различных исторических эпох.
В конце XX века к фантастике, фантасмагории, гротеску часто прибегают постмодернисты — представители «мэйнстрима»: Дж. Фаулз в романе «Червь», М. Павич в романе «Хазарский словарь», В. Пелевин в «Омон Ра» и «Поколении П», Т. Толстая в романе «Кысь», В. Сорокин в романе «Путь Бро». В частности, к фэнтези прибегают в том числе писатели, генетически связанные с наиболее элитарными версиями постмодернизма: Макс Фрай с сериалом «Лабиринты Ехо», Вадим Назаров с романом «Круги на воде», Владимир Сорокин с романами «Лед» и «Путь Бро». Постмодернистские оттенки имеет проза Н. Геймана, Ч. Мьевиля, Н. Стивенсона, П. ди Филиппо. В связи с этим литературовед Е. Н. Ковтун отмечает, что фантастика так же естественна в художественном мире постмодернизма, как естественна она была в рамках художественного мира романтиков. Ориентированная на игру с читателем и вторичное использование литературных текстов, философия и эстетика постмодернизма приводит к созданию романов-фантасмагорий, переосмыслению принципов классических НФ, фэнтези, утопии, сказки и т. п., созданию иллюзии отсутствия границы между фантастическим и реальным.
Начиная с 1990-х годов очень значимым становится взаимодействие литературы и Интернета. Среди авторов, получивших известность благодаря Интернету, — сербский прозаик Милорад Павич, японский прозаик Харуки Мураками (романы «Охота на овец», «Дэнс, дэнс, дэнс»). Интернет-литературу часто пытаются трактовать как один из вариантов постмодернистского развития литературы, предпосылки для этого могут создавать такие особенности Интернета, как огромные возможности для культурной дифференциации, полифоничность, шизоидность, отсутствие иерархии, «виртуальная смерть автора», частичная автодеконструкция текста, создающаяся в гипертекстовой среде:506—511.

## Фантастика, элитарная и массовая культура
Фантастику часто считают составляющей массовой культуры:193:3. Однако между массовой и элитарной культурой нет чёткой границы:66, и само понятие «массовая литература», как показал Ю. М. Лотман, относится не к поэтике, а к социологии литературы. Популярность и тиражированность тех или иных литературных произведений прямо не зависит от их принадлежности к тому или иному виду или жанру. Исследователь H. Мельников пишет: «Критерии художественности, эстетической значимости, в соответствии с которыми „высокую“, „серьёзную“, „большую“ литературу отличают от „массовой“, „тривиальной“, исторически подвижны и не абсолютны. Нередко они кардинально меняются со сменой историко-культурных эпох, в каждой из которых господствует совершенно особый тип художественного сознания, своя система ценностей». Литературовед С. Дмитренко отмечает, что «высокомерное отделение так называемой классики от беллетристики возникало (да и возникает) лишь в теоретических построениях критиков и литературоведов». Того же мнения придерживаются и Д. Крюков в диссертации «О формах симбиоза элитарного и массового в современном искусстве», а также В. Березин, И. Гурвич, В. Мясников, Т. Струкова и С. Филюшкина и другие.
Как утверждает литературовед и культуролог Августа Ройфе, фантастика может быть атрибутом также и элитарной культуры; более того, произведение, созданное в контексте массовой культуры, может впоследствии перейти в элитарный сектор духовного производства, и наоборот. Созданные для «элитарной» аудитории тексты или вообще написанные «в стол» могут в дальнейшем приобрести большую популярность (романы и повести М. А. Булгакова, Е. Замятина, проза Х. Кортасара, Х. Л. Борхеса), и наоборот: известные и востребованные произведения могут становиться элитарной классикой:66—67. Многие представители элитарной культуры — крупные писатели, театральные режиссёры, кинорежиссёры — используют в своём творчестве вторичную условность:70.
А. Ройфе пишет, что в различные исторические эпохи фантастика может быть признаком принадлежности произведения к массовой культуре либо быть в этом смысле нейтральным признаком. Так, в дореволюционной России и в первые десятилетия существования СССР фантастичность текста не приводила к снижению культурного статуса: примером тому творчество Н. В. Гоголя, М. А. Булгакова, А. Н. Толстого. Впоследствии фантастика стала характеристикой текстов, относящихся к массовой культуре, из-за чего некоторые писатели отказывались считать своё творчество фантастикой, чтобы повысить его культурный статус. Яркий пример — В. Пелевин, который, начав работать как фантаст, затем отказался причислять своё творчество к фантастическому цеху. В самом конце XX века наметилась другая тенденция: авторы, первоначально не писавшие фантастику, начинают создавать фантастические произведения: «Элементарные частицы» (1998) М. Уэльбека, «Кысь» (2000) Т. Толстой, «Казус Кукоцкого» (2000) Л. Улицкой:67.
Известный критик, историк литературы и кино Евгений Харитонов отмечает, что мнение, будто фантастику нужно рассматривать лишь как явление массовой субкультуры, разновидность низовых форм художественного творчества, возникло вследствие плохого понимания специфики и жанровой полиморфности фантастического текста, и ссылается на мнение знаменитого английского писателя и литературоведа Кингсли Эмиса, согласно которому фантастика только «обнаруживает тесную связь с массовой культурой, но не является её составной частью», в отличие, например, от детективной литературы или женского романа.
Литературовед, литературный критик и редактор Сергей Чупринин утверждает, что «произведения Аркадия и Бориса Стругацких уж никак не хуже написаны и ничуть не менее сложны по своему внутреннему устройству или значительны по авторскому месседжу, чем произведения, предположим, Василия Аксёнова или Юрия Арабова, а вот поди ж ты — пятьдесят лет интенсивной работы должны были пройти, прежде чем роман С. Витицкого „Бессильные мира сего“ на равных попал в шорт-листы престижных общелитературных, а не узкокорпоративных премий». Как подчёркивает С. Чупринин, причина того, что такие произведения, как «Укус ангела» Павла Крусанова, «Кысь» Татьяны Толстой, «Омон Ра», «Жизнь насекомых», «Чапаев и Пустота» Виктора Пелевина, были отнесены не к фантастике, а к мейнстриму, — по-видимому, лишь в изначальном позиционировании.
Историк, писатель и литературный критик Дмитрий Володихин в 2000 году отмечал, что современная фантастическая литература делится на элитарную и массовую, причём элитарная фантастика так близка к метафорической или мистической прозе основного потока (В. Маканину, В. Пелевину), что различия между ними «исчезающе малы», и велик разрыв между ними и массовой литературой, будь то фантастика или нефантастика (детектив, женский роман). К массовой фантастике относятся, в частности, произведения В. Головачёва, Ю. Петухова, Ю. Никитина, А. Орлова, Р. Злотникова, Е. Сусорова, К. Бояндина, А. Бессонова. Такого рода литературе чужды философия, социология, различного рода перегруженность скрытыми шифрами, кодами, тайными смыслами, психологическая проработка персонажей. Глобальная задача — прямое обслуживание запросов как можно более широкой аудитории; «пользователь не должен тормозить»; автор работает с архетипами и самыми простыми, самыми древними эмоциями. Приветствуется эскапизм, обилие экшна, стилистическая или сюжетная вторичность.
К числу фантастов, произведения которых рассчитаны на интеллектуальную элиту, Володихин относит Э. Геворкяна, А. Громова, Е. Лукина, В. Рыбакова, А. Саломатова, А. Столярова, Е. Хаецкую. Многие из представителей элитарной фантастики движутся в сторону «мэйнстрима» — вернее, такого мэйнстримовского направления, как неореализм. В текстах представителей элитарной фантастики большую роль играет психологизм; характерна особая стилистика, признаки которой — даже лексика — прочно связаны с магистральной литературной традицией, вплоть до стилизации под русскую классику XIX столетия (особенно у Рыбакова, Столярова и Лукина). У любого из представителей элитарной фантастики «легко отыскать классический набор литературных приёмов во всей той полноте, которые изучаются на филфаках и в литинститутах». Авторы фантастики, рассчитанной на интеллектуальную элиту, ставят глобальные вопросы, в духе вечных вопросов российской литературы, и сюжет обычно подчинён социально-философским проблемам. Такие тексты, как «Гравилёт „Цесаревич“» Рыбакова, «Жаворонок» Столярова, «Шаг влево, шаг вправо» А. Громова, «Зона справедливости» и «Алая аура протопарторга» Лукина, объединяются чётко выраженной творческой задачей: поставить социуму диагноз, а в некоторых случаях и наметить путь к излечению.
Границу между «массовыми» фантастами и «элитарными», по утверждению Володихина, невозможно чётко провести, между ними существует обширная переходная зона, в которой присутствует наибольшее количество «звёздных» имён: в частности, С. Вартанов, В. Васильев, О. Дивов, С. Лукьяненко, В. Михайлов, М. Семёнова, М. Тырин, М. Успенский, Макс Фрай. Тексты этих авторов рассчитаны на массового читателя, в первую очередь в отношении художественной формы, однако передаёт эта форма некую авторскую идею, эмоциональное переживание или индивидуальный взгляд на мир. Иными словами, в «массолитной обёртке» присутствует эстетико-философско-социальная посылка. В то время как элитарные авторы предлагают читателю целую философскую систему со множеством аргументов, контраргументов, различных подходов и точек зрения, представители переходной зоны используют всю мощь традиционных художественных средств, а также подручных средств массолита для передачи одной чётко обозначенной идеи.
По мнению Д. Володихина, многих писателей-фантастов можно отнести к разным секторам одновременно, как, например, Кир Булычёв, М. и С. Дяченко, пишущие то в стиле элитарной фантастики, то в стиле фантастов переходной зоны. У Ника Перумова имеются как «переходные», так и (подавляющее большинство) «массовые» произведения. Е. Хаецкая пишет не только элитарную, но и относящуюся к переходной зоне фантастику.
Писатель и литературный критик В. Каплан утверждает: «Будь автор сколь угодно талантлив; будь в его книгах и глубина мысли, и блестящий язык, и отсвет душевного жара — всё равно клеймо „фантаста“ отлучит его от „большой“ литературы, все равно в глазах множества людей его творчество останется в лучшем случае успешной беллетристикой, а в худшем — способом заработать».